# Volkswagen Passat
Volkswagen Passat (укр. Фольксваґен Пассат) — автомобілі середнього класу (клас B), що виробляються концерном Volkswagen з 1973 року. Пассат займає 9-те місце в списку найбільш продаваних автомобілів світу.

## Volkswagen Passat B1 (1973—1980)[1]

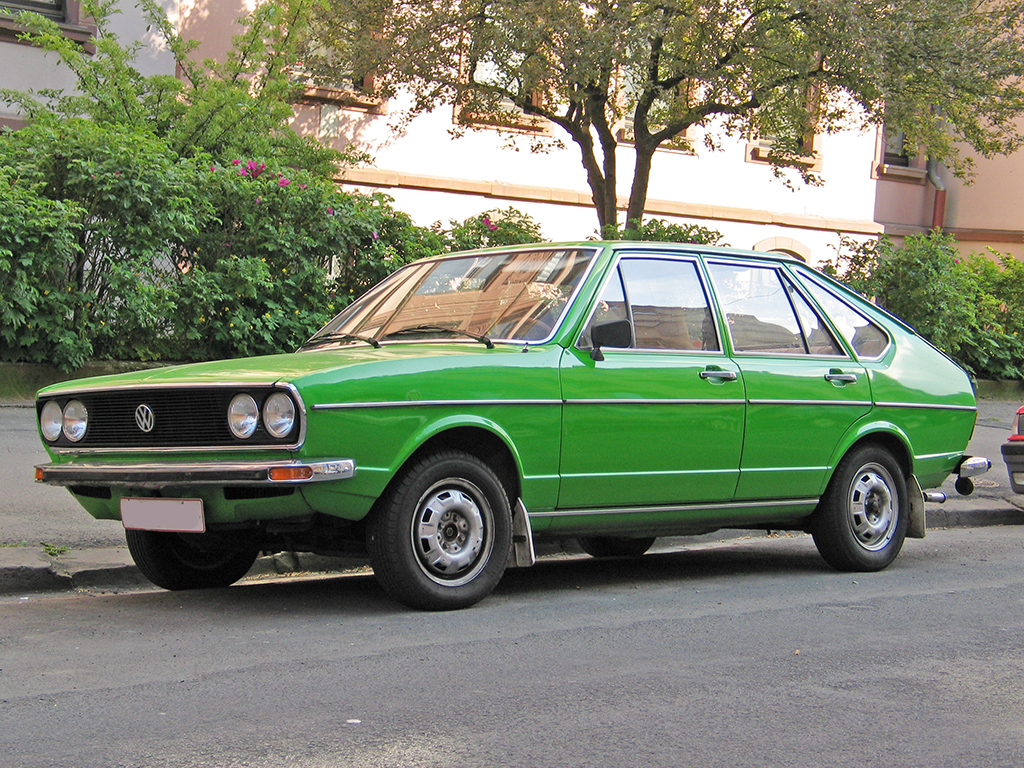
Volkswagen Passat B1, 5-дверний хетчбек (1973—1977)

Volkswagen Passat вперше був представлений в 1973 році йому спочатку хотіли привласнити тільки індекс 511, однак згодом вирішили зупинитися на власному імені, Passat, за аналогією з атмосферним явищем, яке визначає клімат на планеті. Спочатку пропонувалося чотири типи кузова: 2- і 4-дверні седани, а також 3- і 5-дверні хечтбеки. Стиль автомобіля був розроблений італійським дизайнером Джорджетто Джуджаро. Перший Passat був ідентичний Audi 80, представленої роком раніше. 5-дверний універсал з'явився в 1974 році. У залежності від модифікації машини мали два прямокутні, 2 або 4 круглі фари спереду.
Passat був найсучаснішою машиною того часу і повинен був замінити моделі Volkswagen Type 3 та Type 4. У 1974 році автомобіль був удостоєний премії автомобіль року за версією журналу Wheels magazine, а його брат Audi 80 роком раніше був визнаний автомобілем року в Європі. Платформа на якій були побудовані ці дві машини одержала індекс B1.
Спочатку на машини ставилися два чотирициліндрових бензинових двигуна об'ємом 1,3 л (55 к. с./40 кВт) та 1,5 л (75 к. с./55 кВт) / (85 к. с./63 кВт), які також використовувалися на Audi 80. Автомобіль мав передній привід і був доступний із двома типами трансмісії — 4-ступенева механічна і 3-ступенева автоматична.

## Volkswagen Passat B2 (1980—1988)

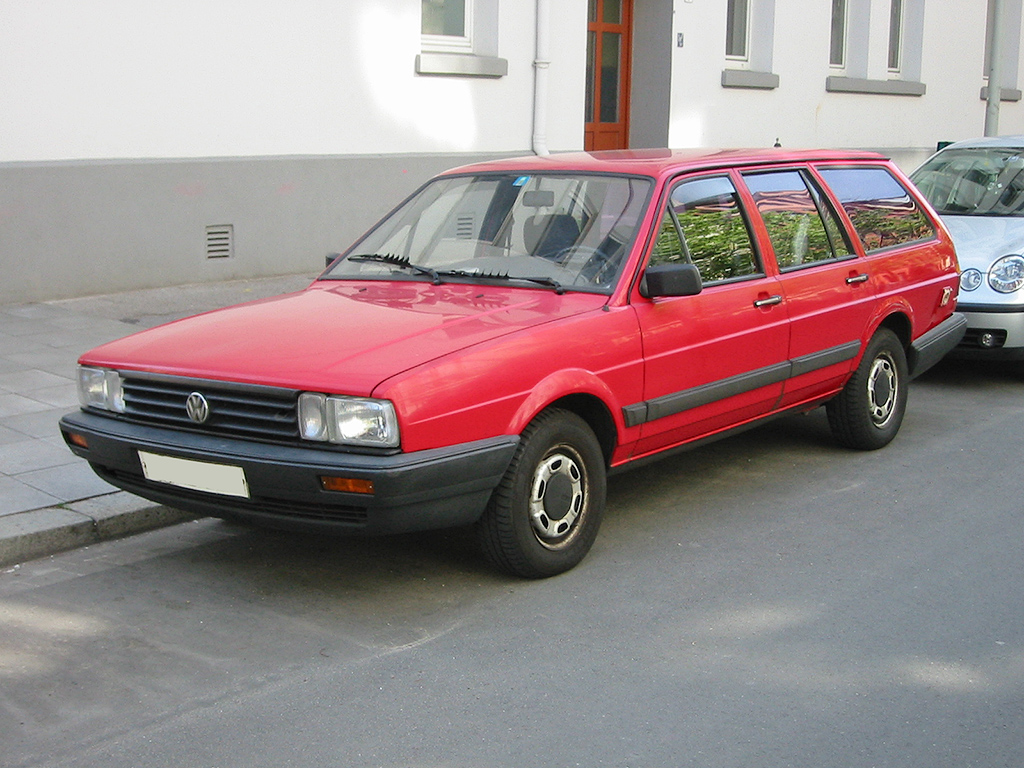
Volkswagen Passat B2

Друге покоління Volkswagen Passat побачило світ у 1980 році у вигляді 3- і 5-дверного хетчбеків, в декількох варіантах виконання: G (базовому), L і GL. Побудований на базі нової платформи В2 (яка виявилася довшою від попередньої) автомобіль одержав і нову зовнішність, у тому числі великі квадратні фари, що стали фамільною рисою наступних поколінь Passat. На автомобіль встановлювалися двигуни: 1,6-літровий дизельний потужністю 54 к. с. і бензинові 1,3-літровий потужністю 55 к. с., 1,6-літровий потужністю 75 к. с. і 1,9-літровий 5-циліндровий потужністю 115 к. с. (Встановлювався лише за спеціальним замовленням і не входив у базову комплектацію). Для північноамериканського ринку автомобіль отримав ім'я Quantum, в Мексиці він називався Corsar, а в Бразилії Santana. У цьому ж році модельний ряд Passat поповнився 5-дверним універсалом, що отримав ім'я Variant.

## Volkswagen Passat B3 (1988—1993)

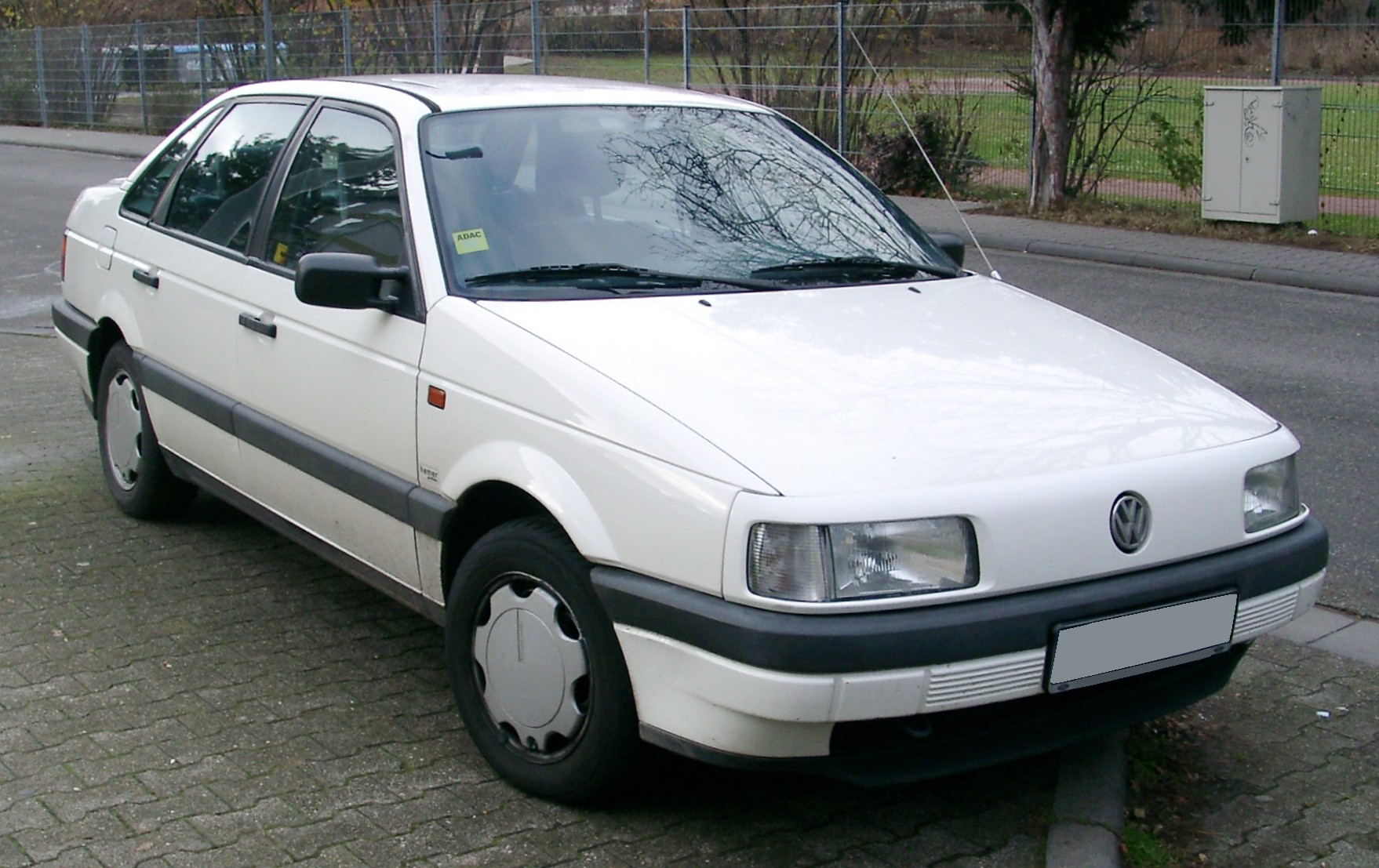
Volkswagen Passat B3

Третє покоління Passat, що отримало умовне позначення В3, надійшло в продаж у Європі в лютому 1988 року (у Північній Америці в 1990 році, а в Південній у 1995 році). Відмінними рисами автомобіля стали блок-фари і відсутність решітки радіатора. Це був перший поперечно-моторний Passat, побудований на власній платфомі Volkswagen, який не має нічого спільного з платформою B3 Audi. Автомобіль, хоча і позначений як B3, був заснований на платформі A, яка використовувалася для моделі Volkswagen Golf. Це покоління Passat мало всього 2 типу кузова: чотирьохдверний седан або п'ятидверний універсал. Модель іменувалася Passat на всіх ринках.
У 1989 році випустили повноприводну модифікацію syncro. В даній модифікації, при буксуванні передніх коліс віскомуфта на короткий час підключає привід задніх коліс. Автомобіль цього покоління має стандартний дорожній просвіт і двигун розташований у поперечному положенні.

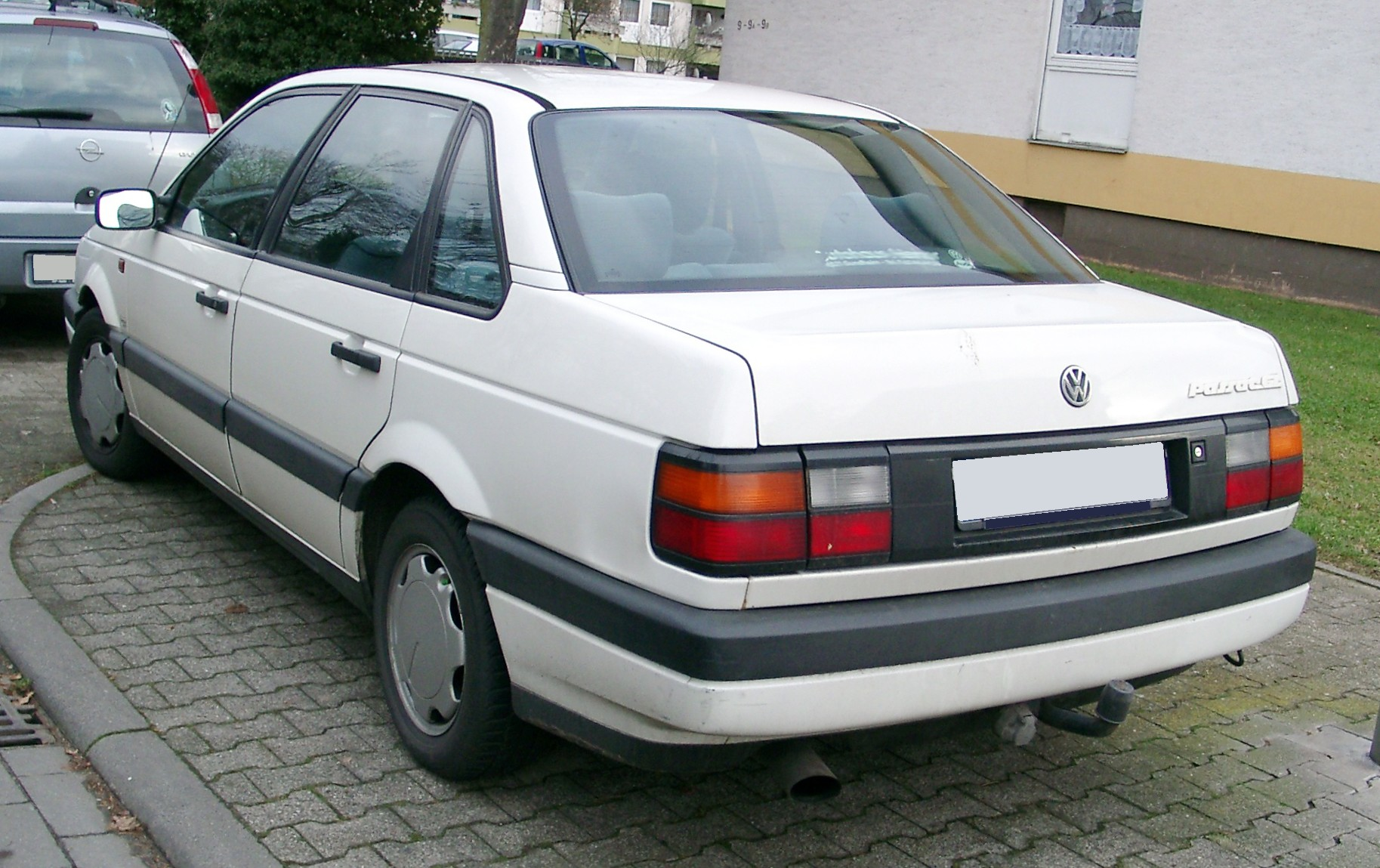
Volkswagen Passat B3
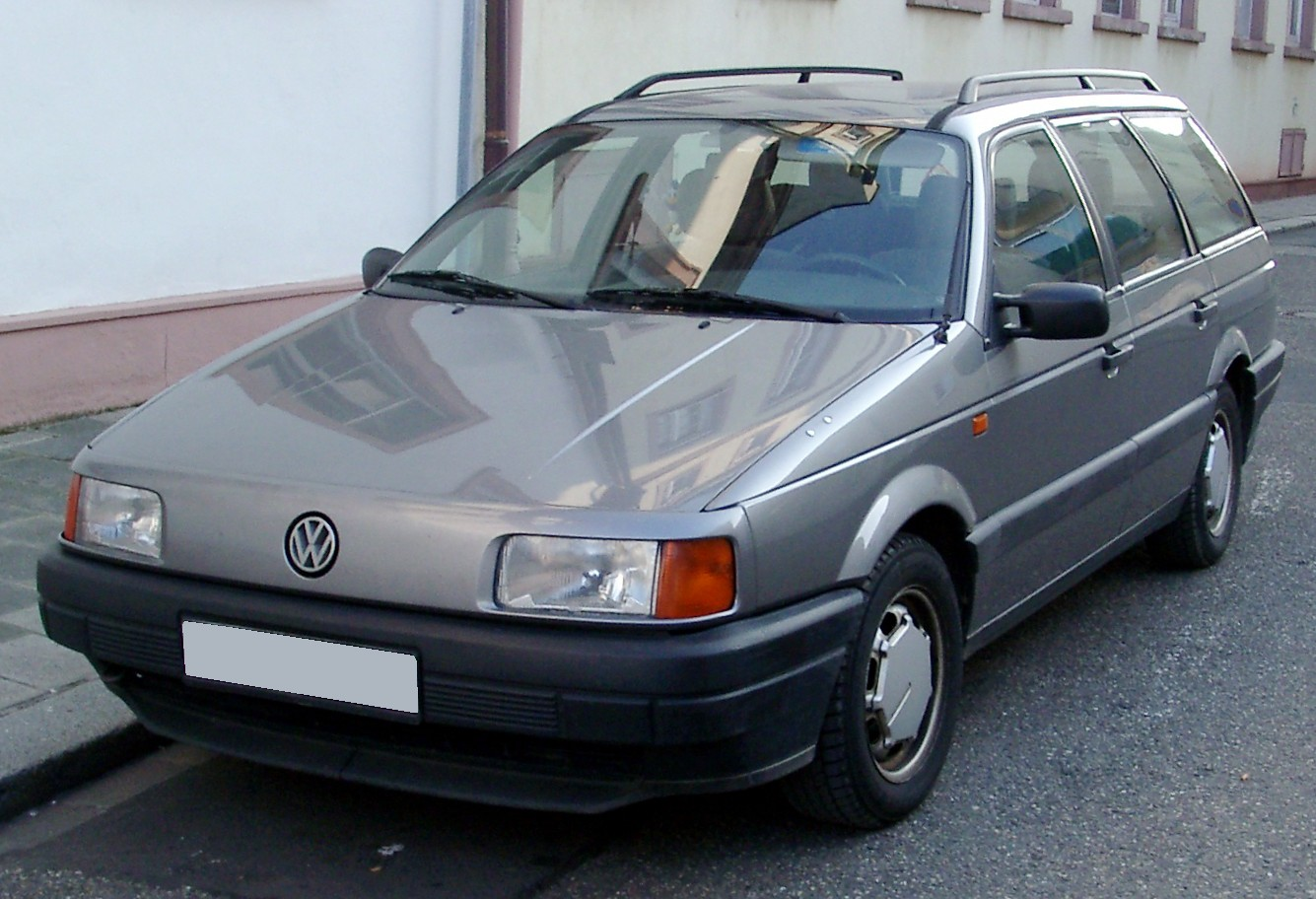
Volkswagen Passat B3 Variant
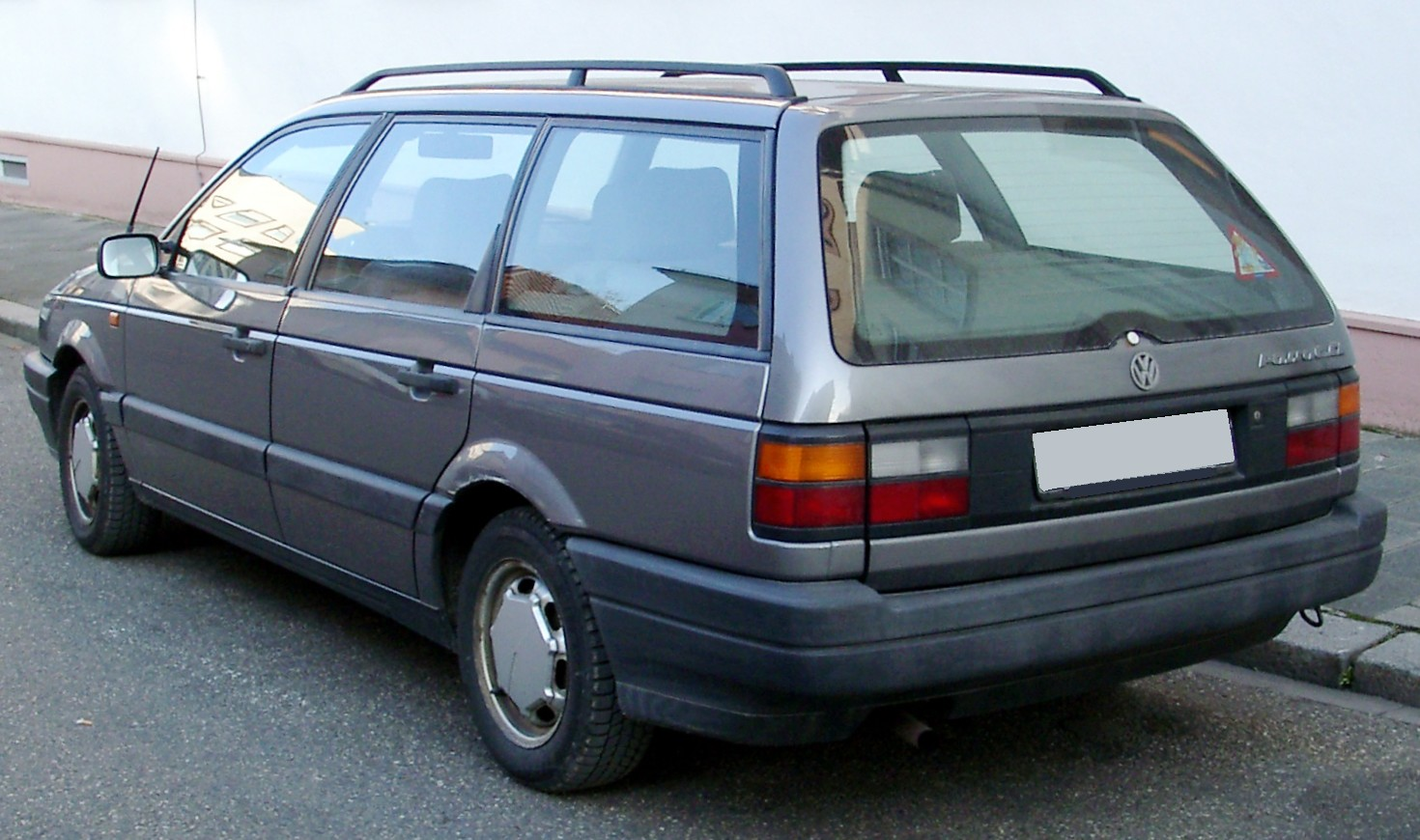
Volkswagen Passat B3 Variant

## Volkswagen Passat B4 (1993—1996)

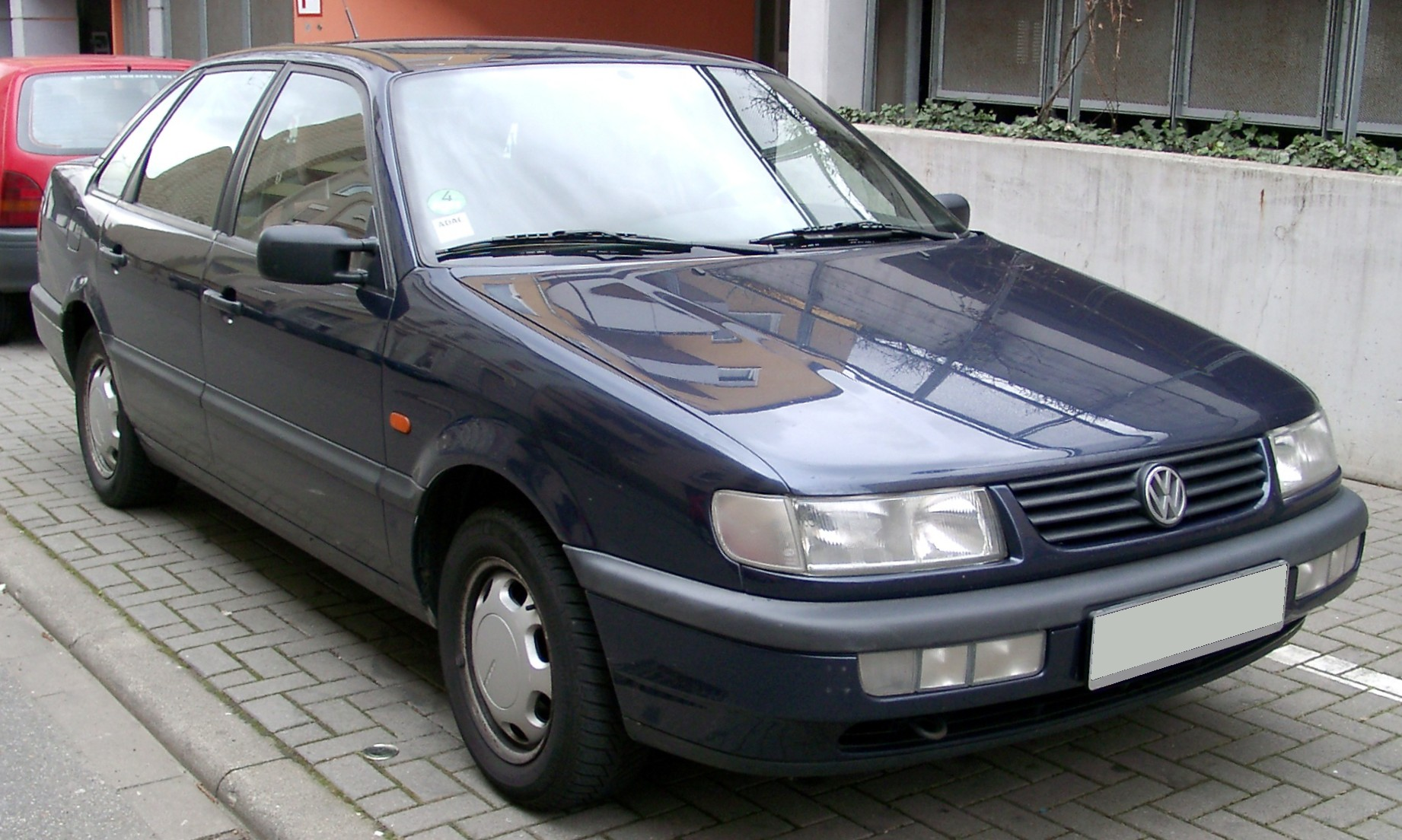
Volkswagen Passat B4

Чергова модернізація Passat відбулась в 1993 році і хоча за своєю конструкцією автомобілі не значно відрізнялися від попередників їх прийнято було вважати четвертим поколінням Passat, яке отримало індекс В4. Автомобілі відрізнялися від B3 зовнішніми кузовними панелями і оформленням салону. На Passat знову з'явилася решітка радіатора, виконана в стилі інших моделей Volkswagen. Крім нової гами двигунів та інших технічних новинок, Passat вже в базовій комплектації отримав дві фронтальні подушки безпеки й систему ABS. На Європейському ринку Volkswagen Passat В4 був доступний у комплектаціях L, CL, GL, GT і VR6, повнопривідна версія традиційно отримала назву syncro.
Всього було випущено близько 690 000 автомобілів четвертого покоління, з яких близько 60 % становили універсали.

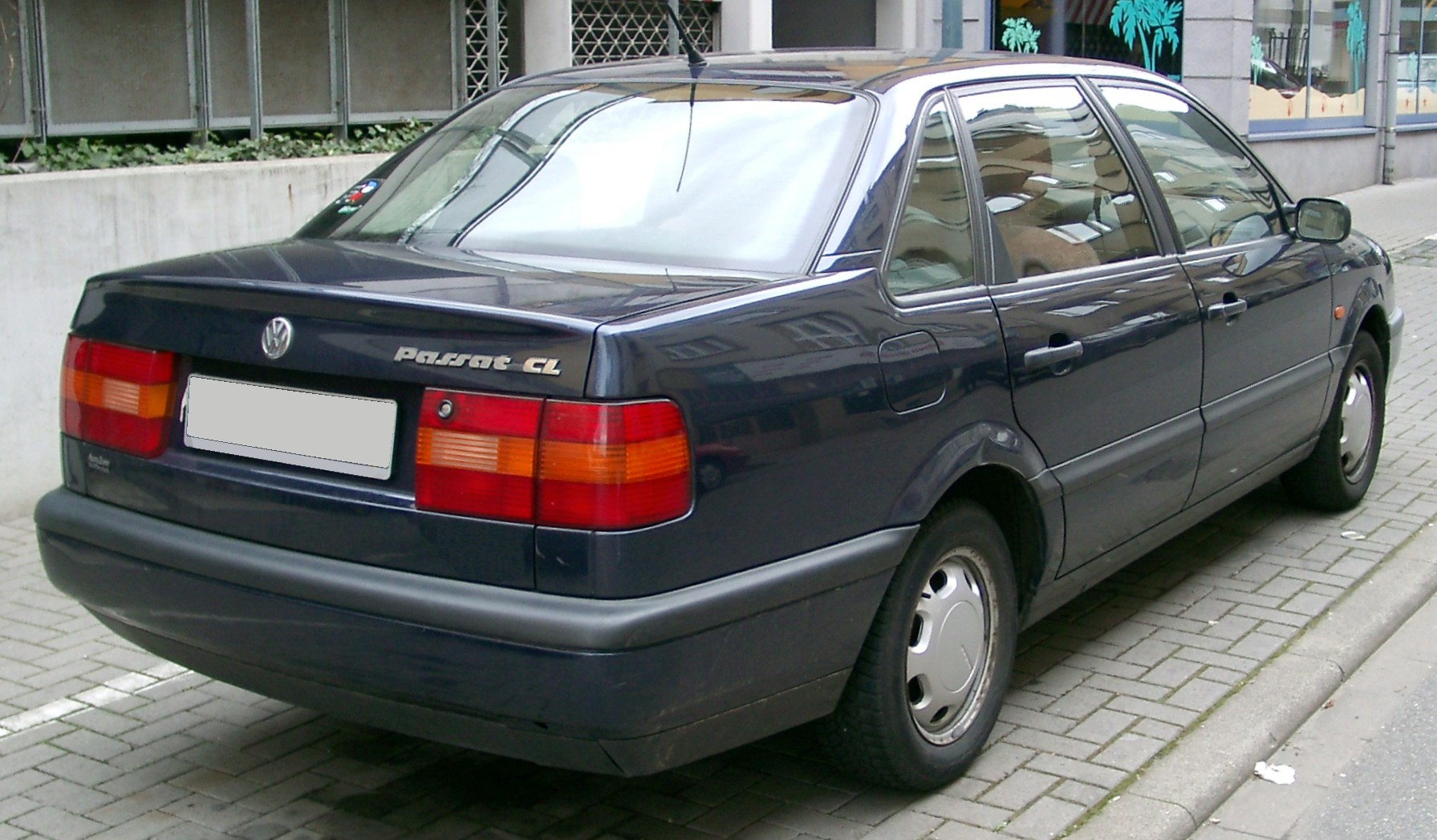
Volkswagen Passat B4
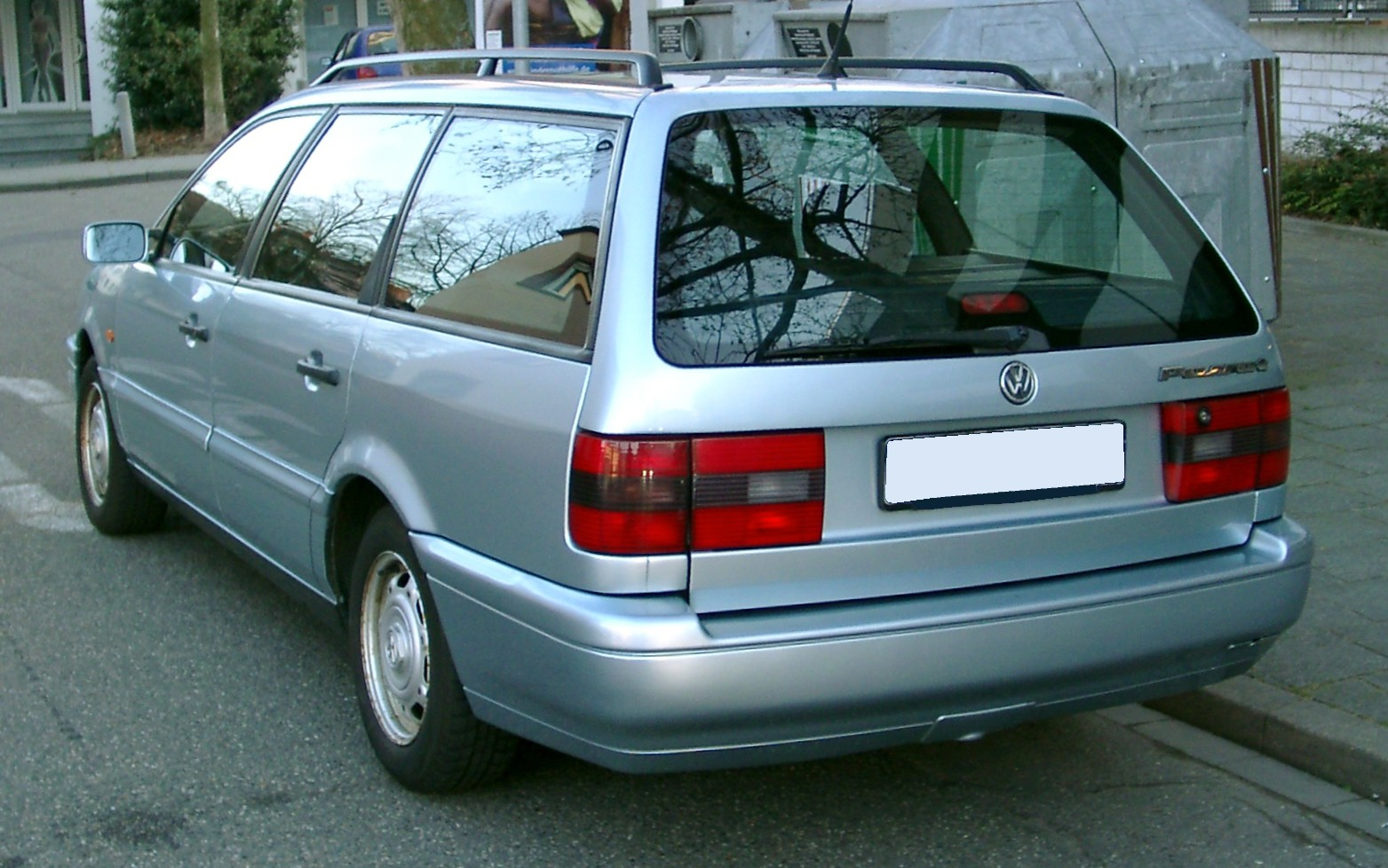
Volkswagen Passat B4 Variant
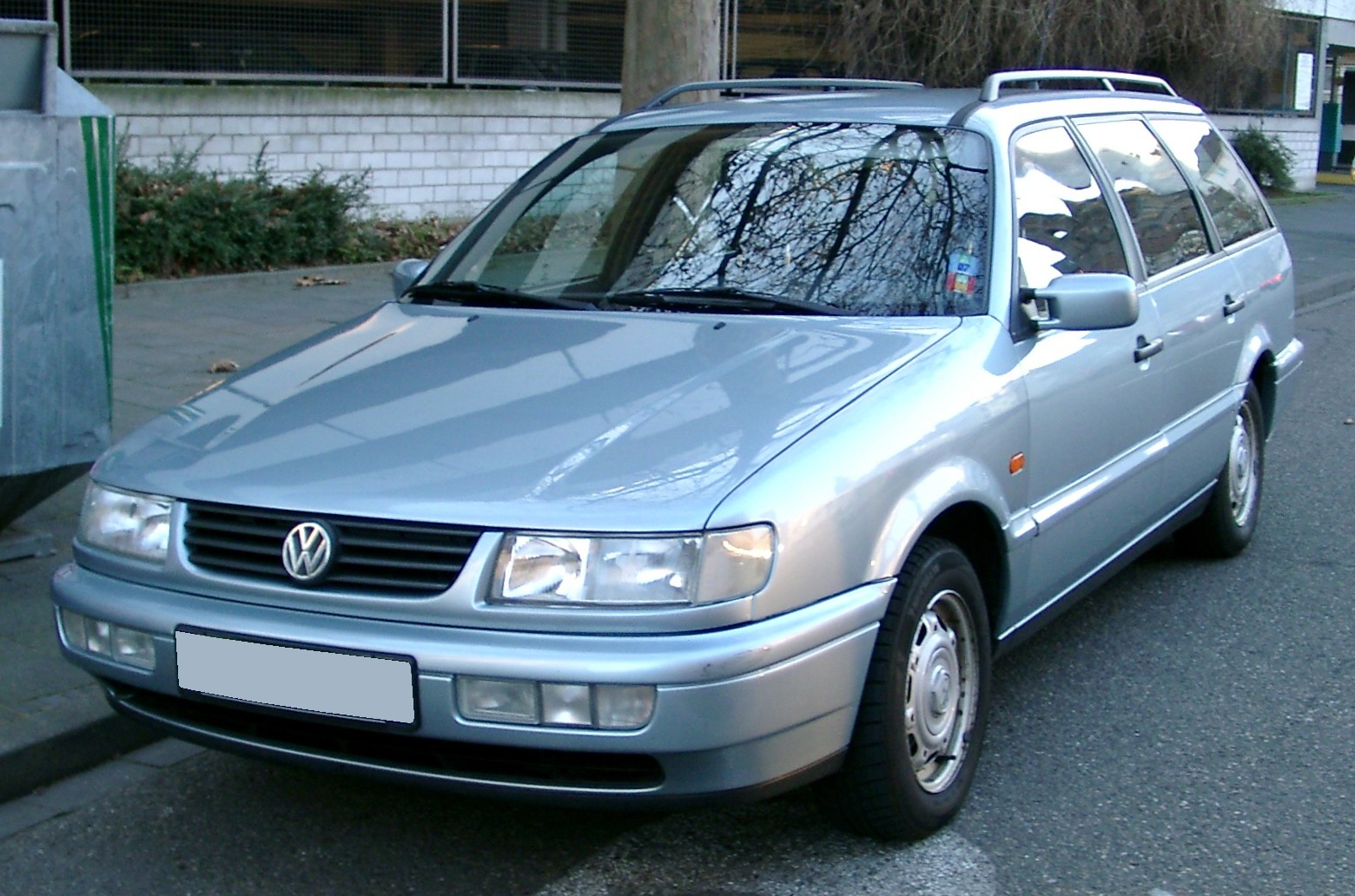
Volkswagen Passat B4 Variant
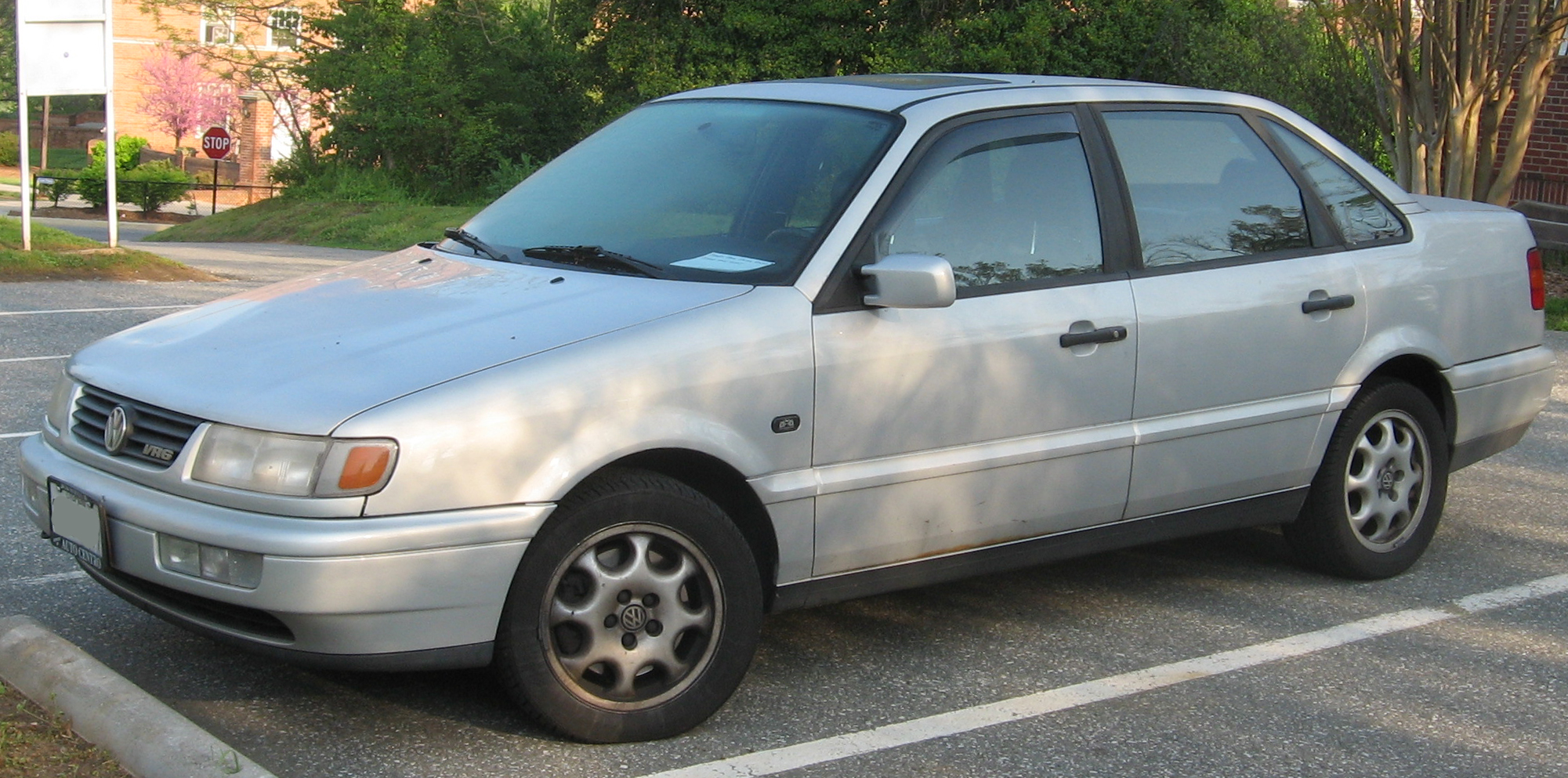
Volkswagen Passat VR6 B4 для ринку США

## Volkswagen Passat B5 (1996—2005)

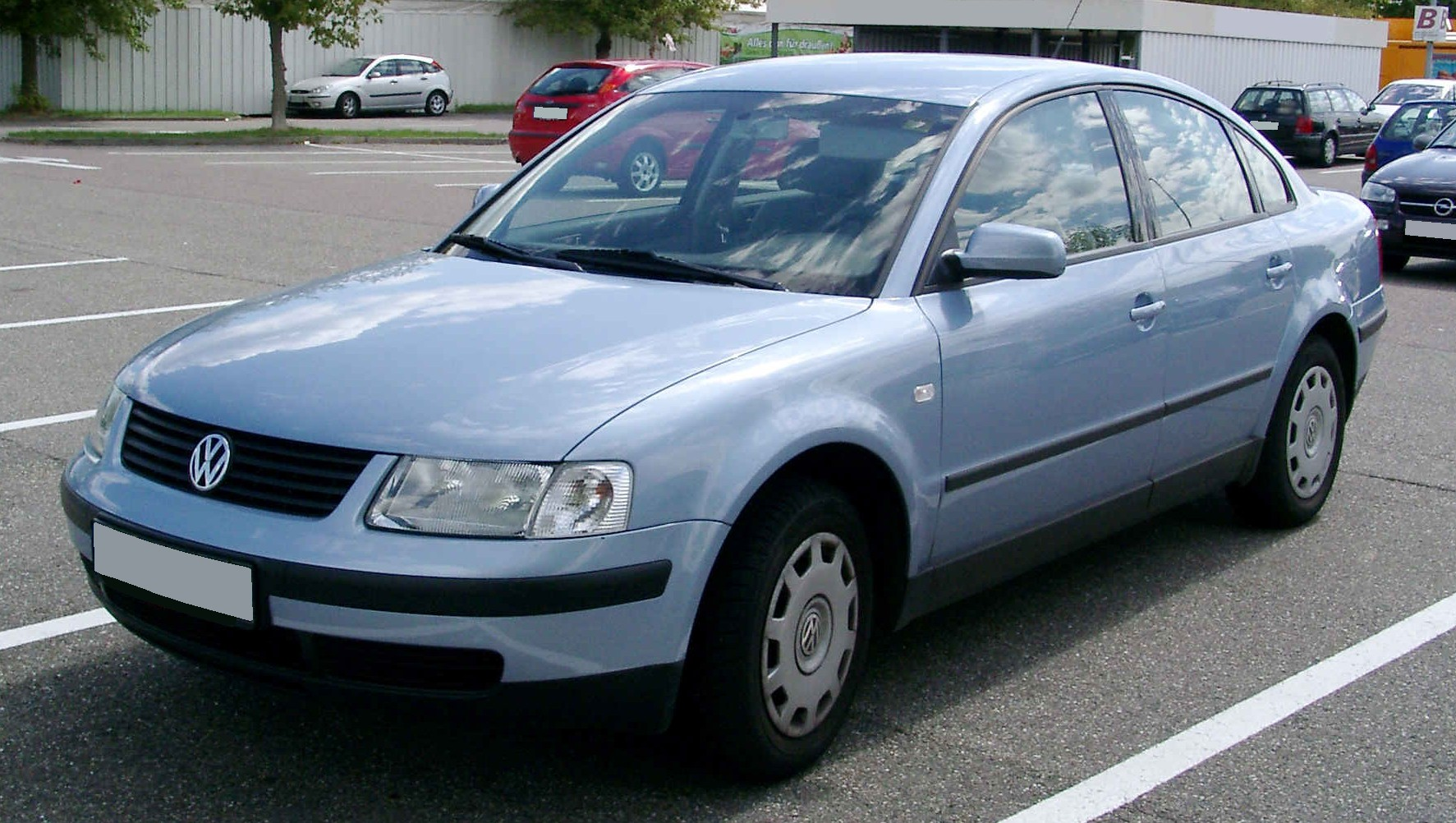
Volkswagen Passat B5

Сімейство моделей Passat п'ятого покоління з індексом B5 було показано в 1996 році. На відміну від попередніх машин, що випускалися з 1988 року, вони знов уніфіковані з однотипними Audi моделей А4 і А6. Це дозволило застосувати могутніші і сучасніші силові агрегати Audi подовжнього розташування. Моделі Passat проводяться тільки з кузовами седан і 5-дверний універсал Variant і оснащені 4-, 5- і 6-циліндровими бензиновими і дизельними моторами в 1,6—2,8 л потужністю 90—193 к. с.

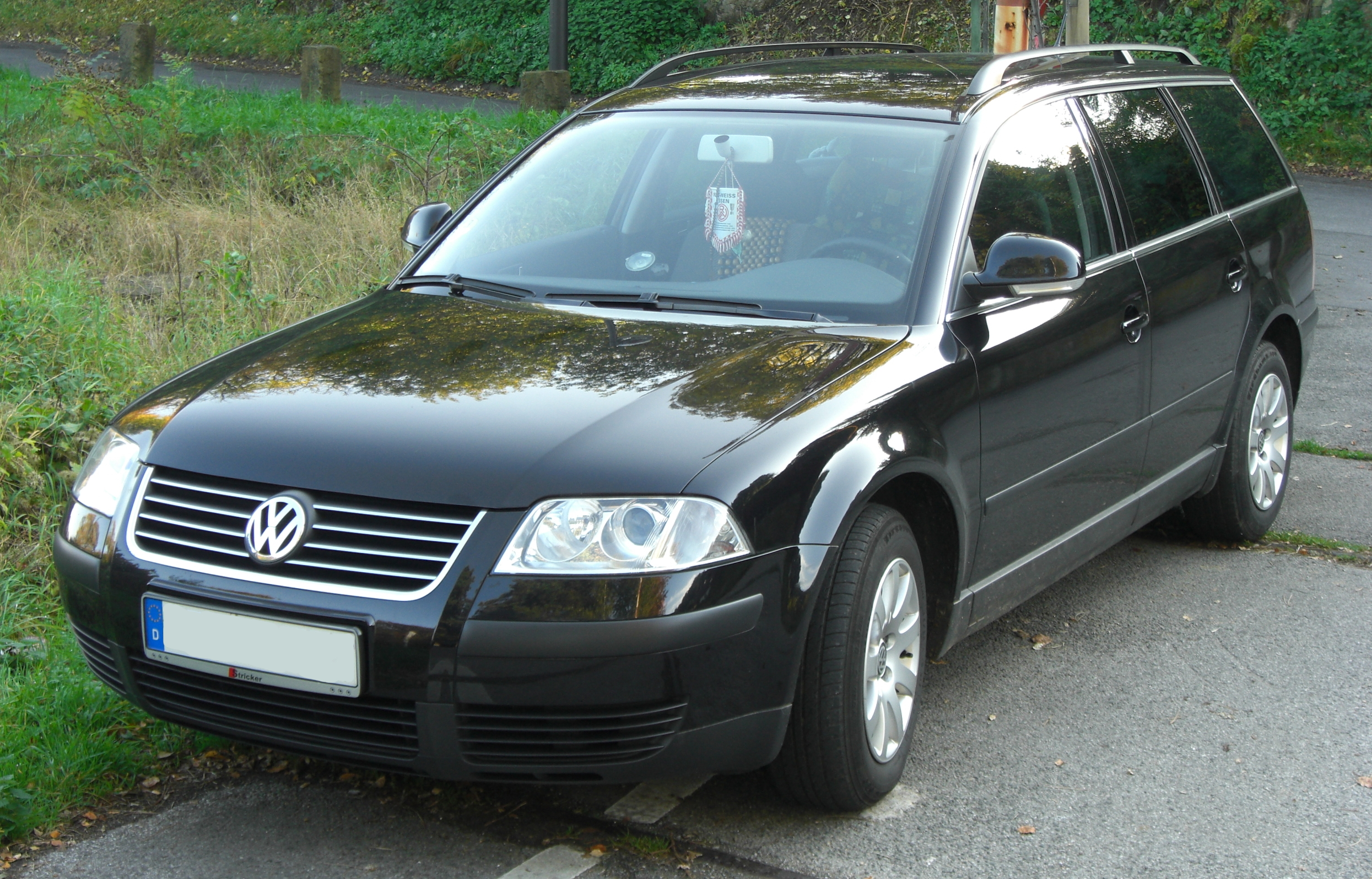
Volkswagen Passat B5 GP Variant

У середині 2001 року Passat зазнав фейсліфтінг і отримав фабричний індекс Volkswagen Passat B5 GP. Зміни носили лише косметичний характер, але в той же час нові фари, бампери, задні ліхтарі і хром в обробці надали Passat вигляд нового автомобіля.
У 2001—2005 рр. невеликою серією була також випущена моторна модифікація Passat W8 у вигляді повнопривідного седана і універсала з кузовом основної моделі, але з 8-циліндровим двигуном W-типу з двома розподільними валами, об'ємом блоку циліндрів 4,0 л. та потужністю 275 к. с.

Всього майже за дев'ять років було випущено 3 331 000 «пасатів В5».

## Volkswagen Passat B6 (2005—2010)

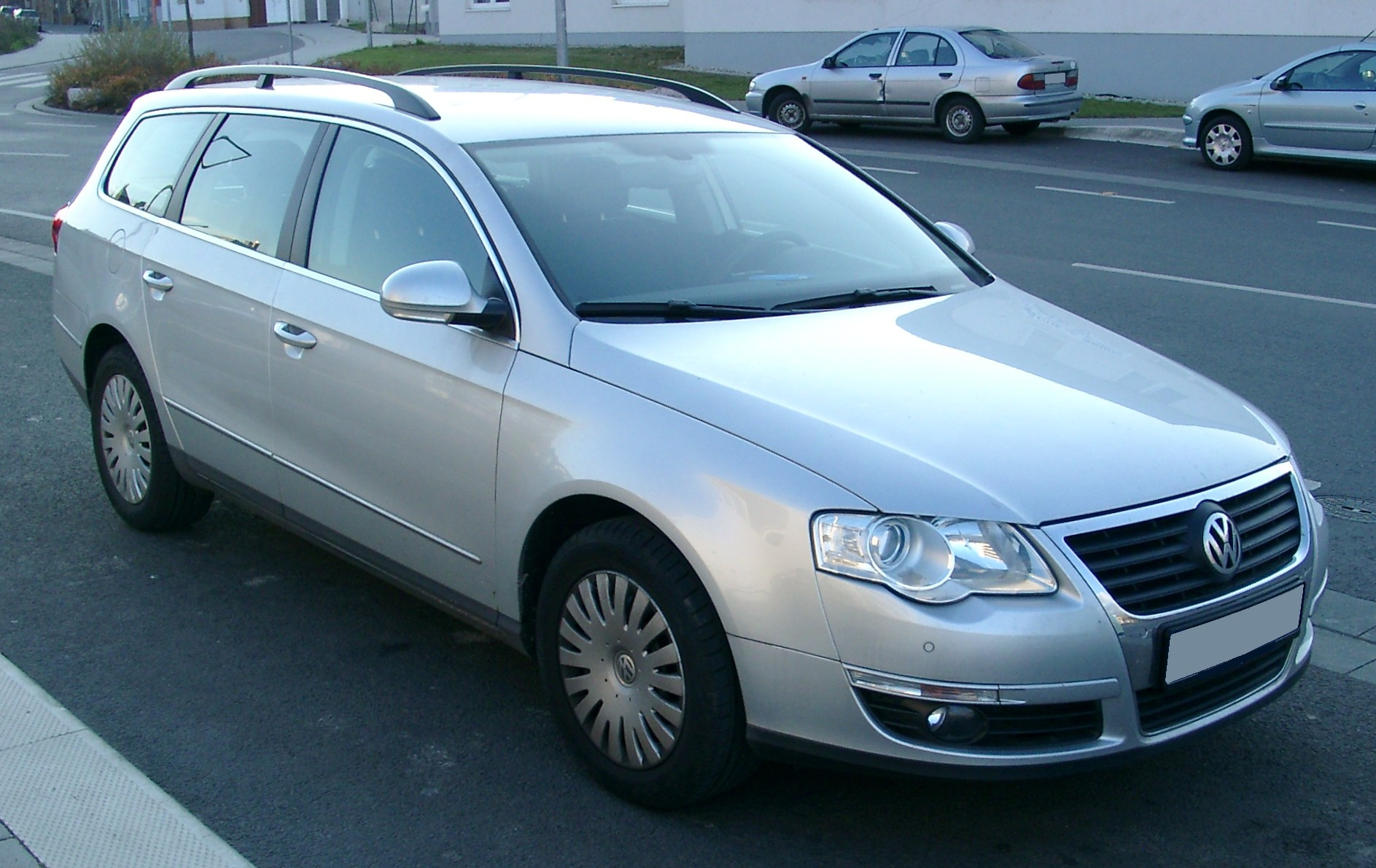
Volkswagen Passat B6 Variant

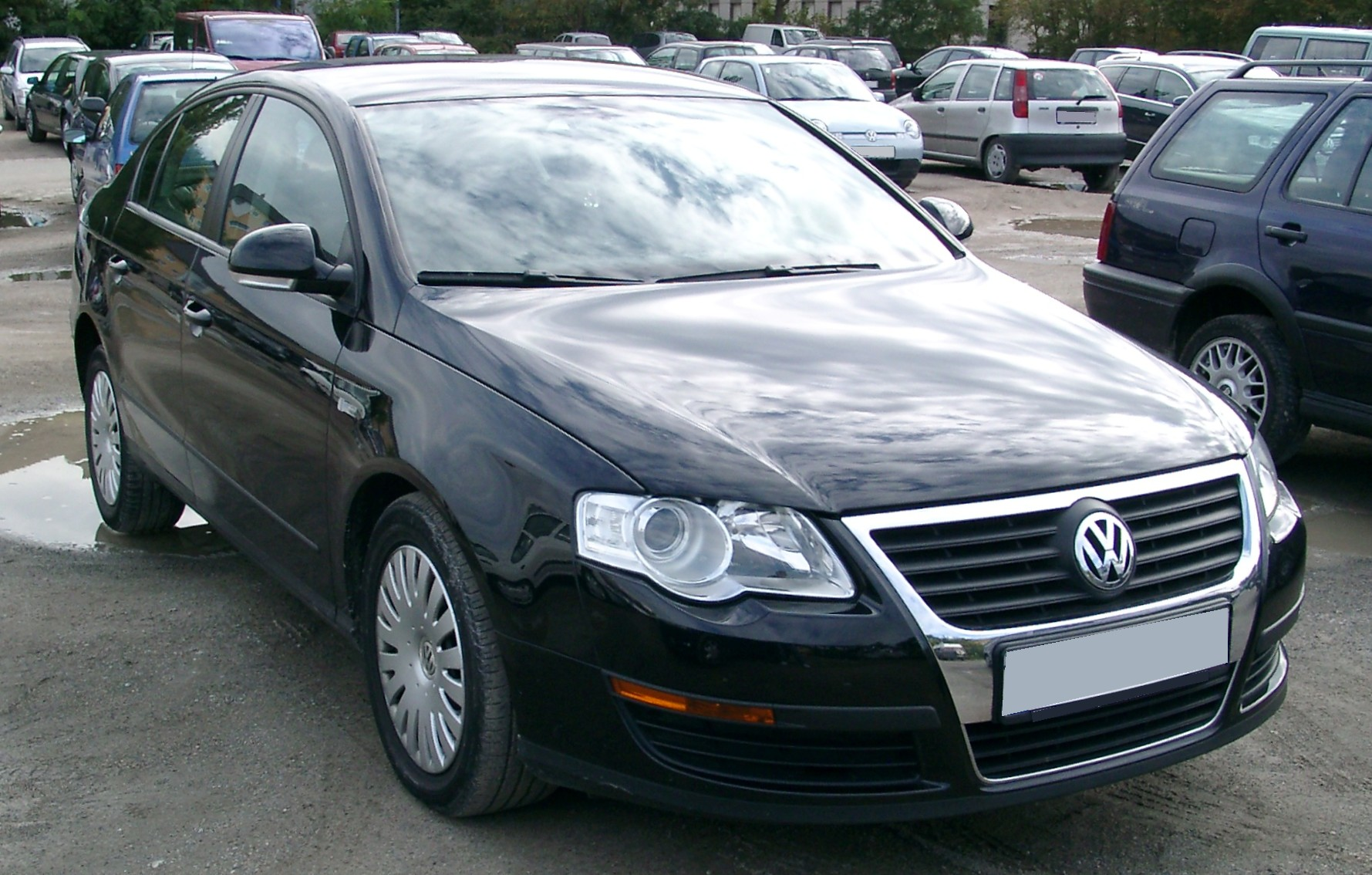
Volkswagen Passat B6

Наступне покоління Volkswagen Passat з індексом B6 було представлено на Женевському автосалоні в березні 2005 року, (продажі стартували влітку того ж року). Трохи пізніше з'явився універсал Passat Variant з величезним багажником об'ємом від 603 до 1731 л.
Автомобіль спроектований на збільшеній і модернізованій платформі A1: у ньому по-новому скомпоновані основні елементи конструкції — силовий агрегат, ходова частина і кузов.
У лінійці моторів знайшлося місце і двигуну 1,6 (102 к. с.), і сучасним 1,4 TSI (122 к. с.), 1,8 TSI (152—160) і 2,0 TSI (200) з безпосереднім уприскуванням. Від восьмициліндрових двигунів відмовилися (мотор знову розташовувався поперечно). «Заряджені» версії оснащувалися шестициліндровими 3,2 (250 к. с.) і 3,6 (300 к. с.). «Безпосередні» атмосферні мотори 1,6 FSI 2,0 FSI видавали 115 і 150 сил відповідно, а пара турбодизелів — 1,9 TDI і 2,0 TDI — 105, 140 і 170 к. с.працював в парі з DSG-6 і з старим надійним гідротрансформатором Працював Passat і на природному газі. Компанію шестиступінчастим механічним і автоматичним коробкам передач склали «роботи» з двома зчепленнями DSG.

Ціни були досить високі, але машина користувалася попитом: заводи в Емдені, Цвікау і Аурангабада встигли випустити 2 035 500 машин.

## Volkswagen Passat B7 (2010—2014)

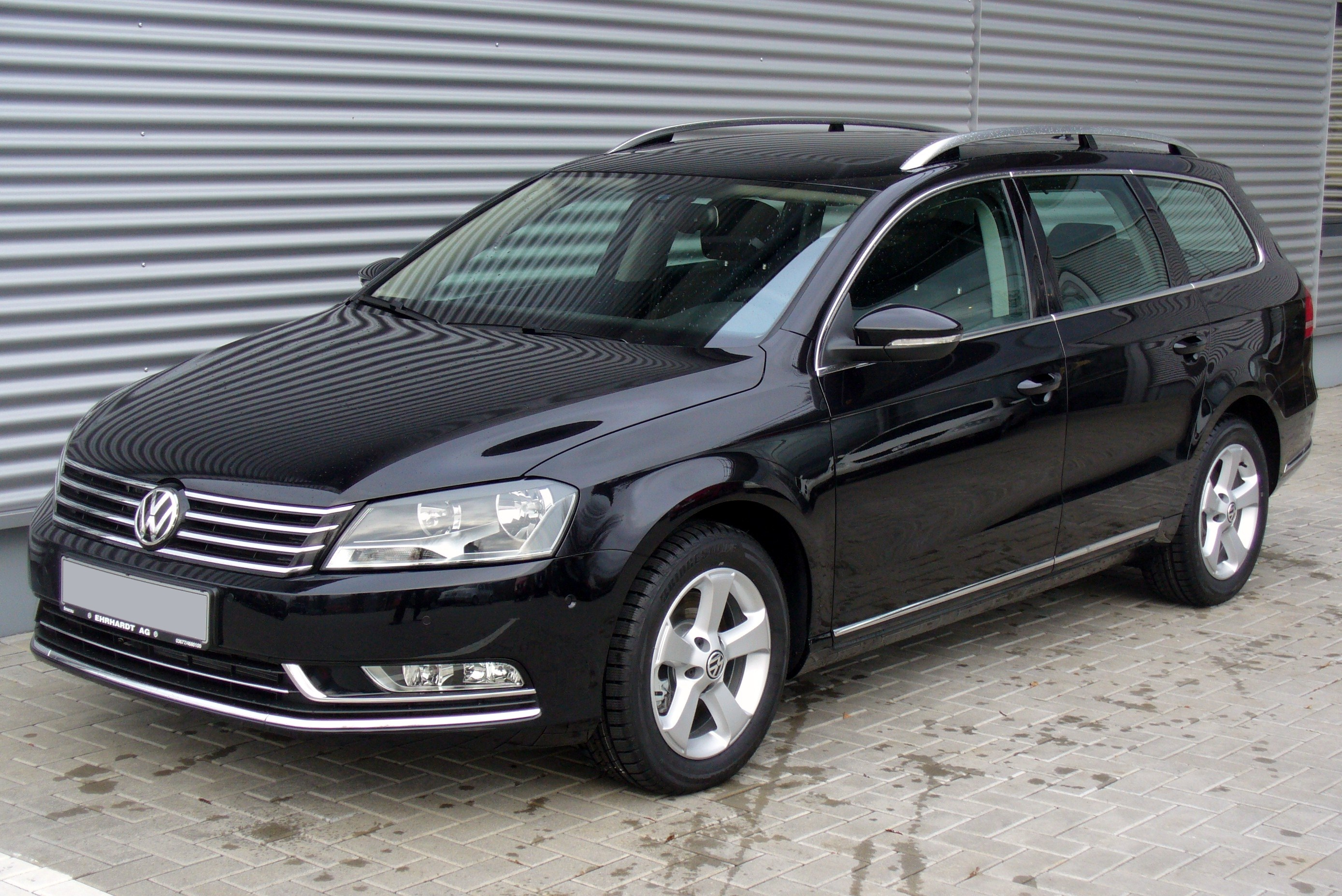
Volkswagen Passat B7 Variant

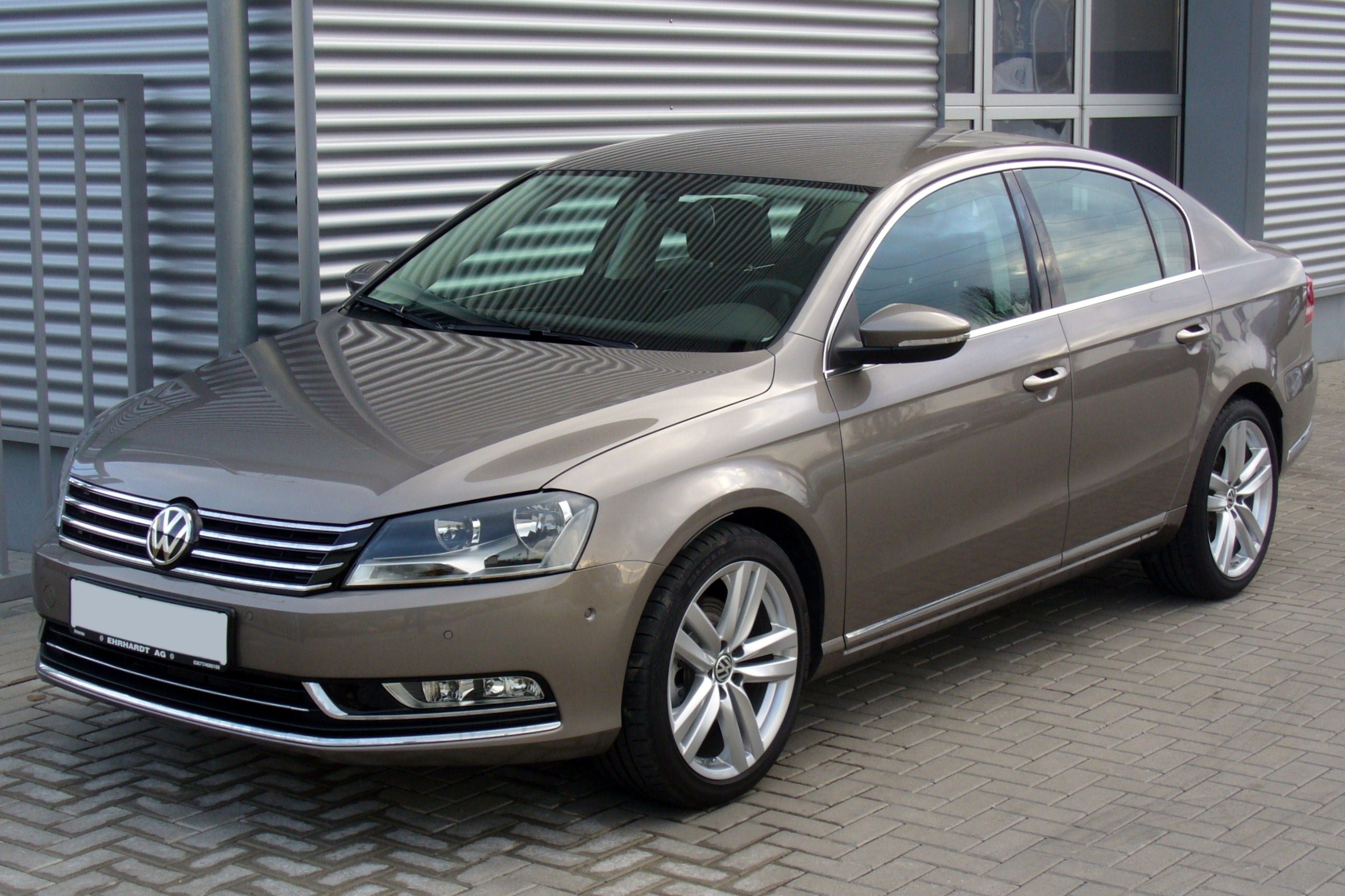
Volkswagen Passat B7

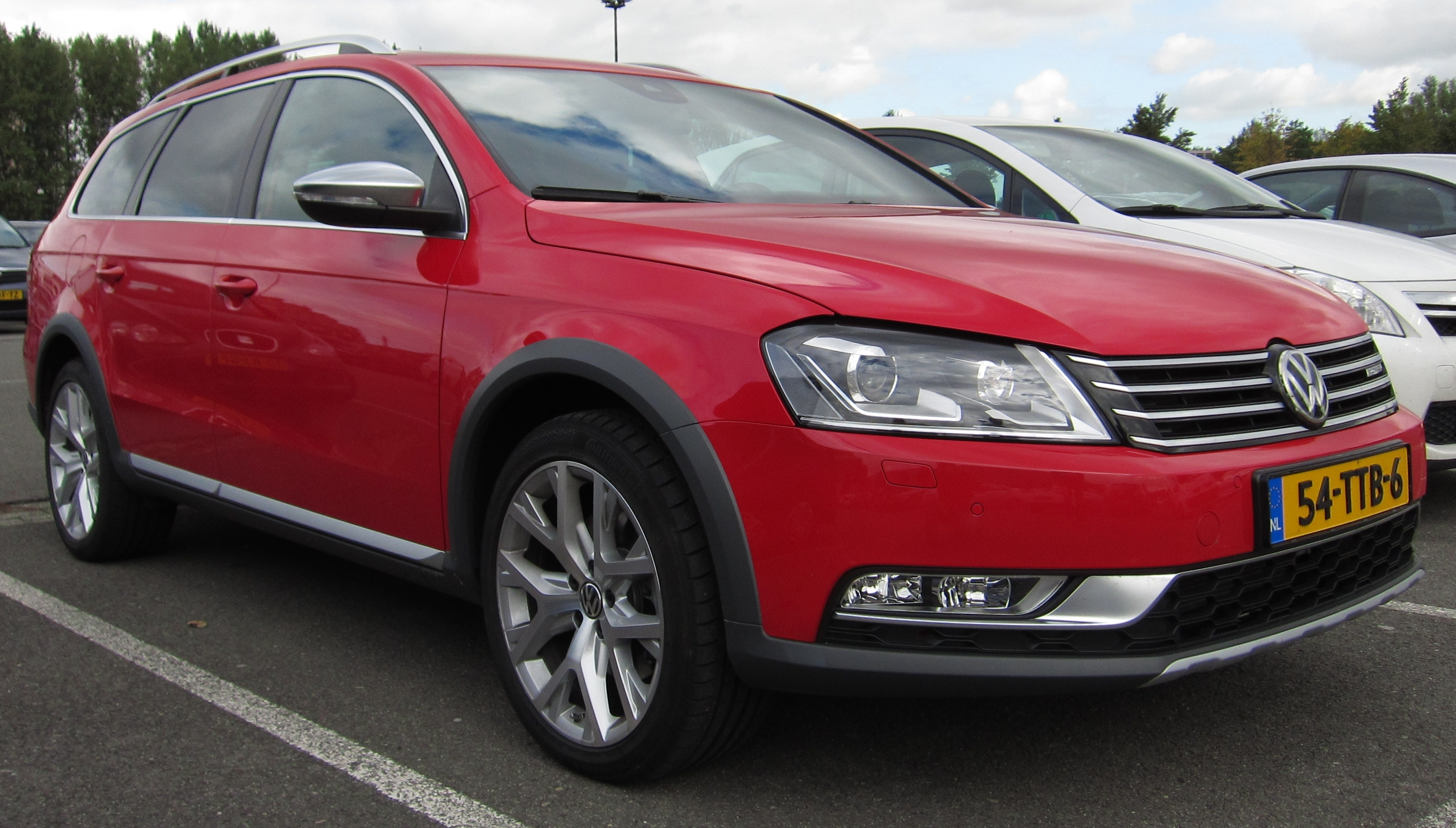
Volkswagen Passat Alltrack

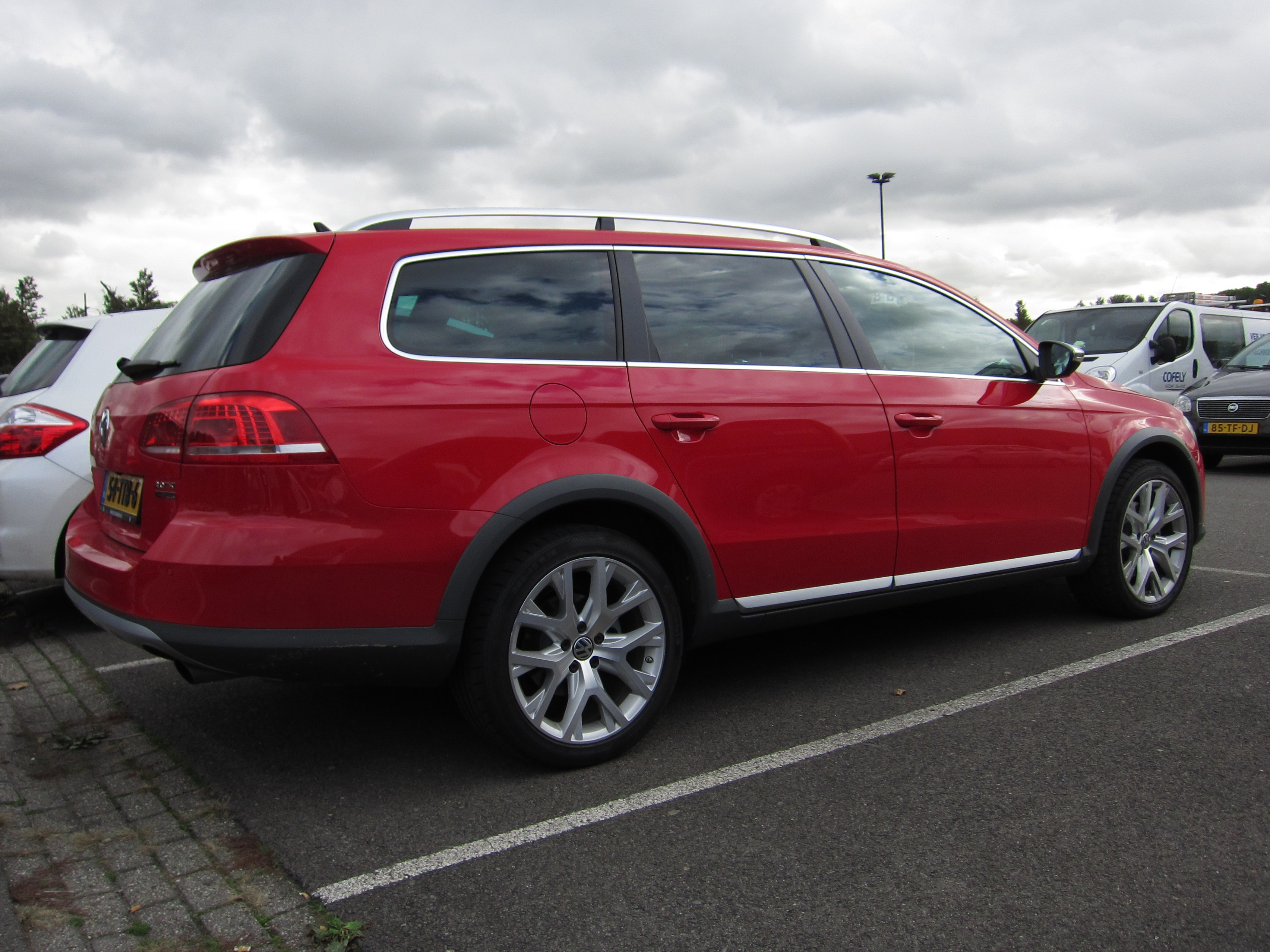
Volkswagen Passat Alltrack

На автосалоні в Парижі 2 жовтня 2010 року був представлений Volkswagen Passat з індексом B7. В Китаї модель називається Volkswagen Magotan.
Passat B7 доступний у кузові седан і універсал (Variant).
Хоча позначений B7, автомобіль не є абсолютно новою моделлю, а являє собою рестайлінг B6. Використовуються нові зовнішні кузовні панелі, за винятком даху і скління, з помітними змінами в решітці радіатора і фарах. Габаритні розміри такі ж як у Passat B6, але довжина більша на 4 мм. Нові функції включають у себе адаптивне управління шасі (DCC), динамічні світлові індикатори без відблисків, систему виявлення втоми і автоматичну систему «міського екстреного гальмування». Інтер'єр не надто різниться від B6, основний дизайн приладової панелі залишається незмінним.
Машина комплектувалася трьома рівнями комплектацій (Trendline, Comfortline, Highline), двигунами (1,4 122 к. с., 1,8 152 к. с., двома 2,0-літровими 170-сильним дизелем, 210-сильним бензиновим). На вибір пропонуються 6- або 7-ступенчатий автомат-робот DSG і 6-ступінчаста механіка.

### Volkswagen Passat Alltrack
На Токійському автосалоні 2011 року був предсталений Volkswagen Passat Alltrack, що являє собою кросовер розроблений на основі моделі Passat Variant B7, автомобіль складає конкуренцію Subaru Outback і Volvo XC70.

## Volkswagen Passat B8 (2014—наш час)

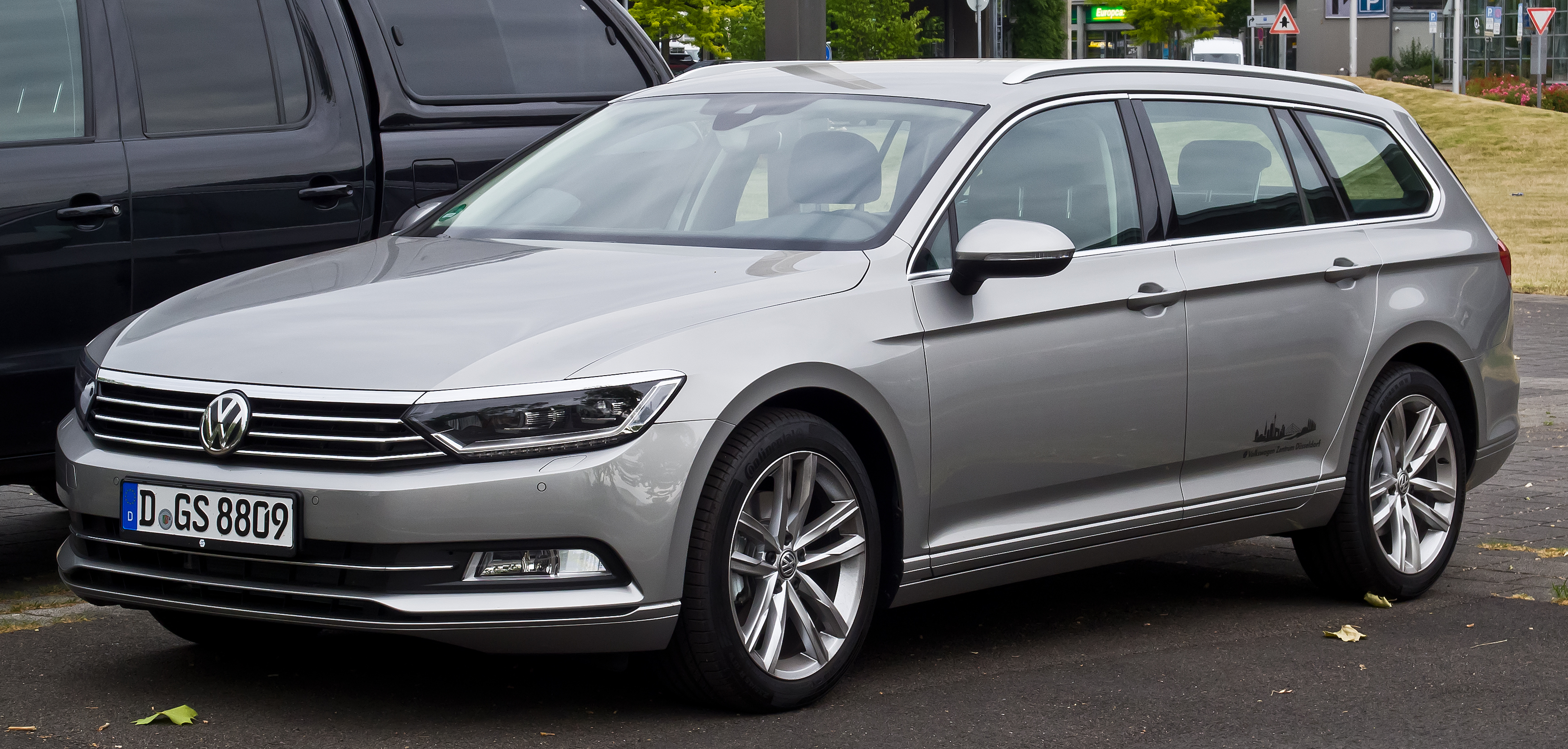
Volkswagen Passat B8 Variant

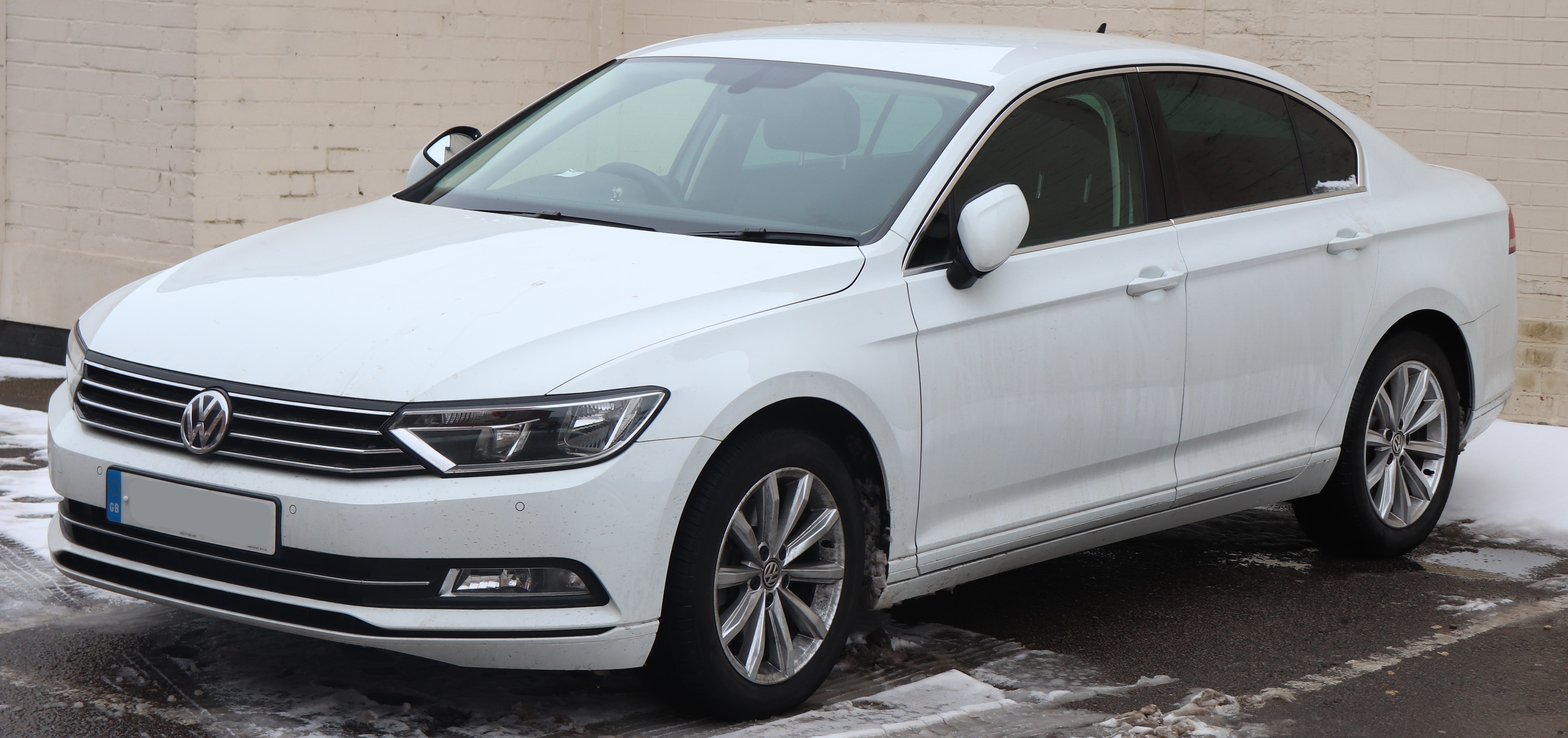
Volkswagen Passat B8

Volkswagen Passat B8 дебютував на Паризькому автосалоні в 2014 році, а продажі на території України почались у квітні 2015 року.
Passat B8 доступний у кузові седан і універсал (Variant). Автомобіль базується на модуларній поперечній матричній платформі VW MQB (Modularer Querbaukasten).
Автомобіль отримав нову панель приладів Active Info Display з інтерактивним дисплеєм діагоналлю 12,3 дюйма. Крім того, Passat став першою моделлю бренду Volkswagen, яка оснащується висувним проекційним дисплеєм Head-up. На цьому дисплеї, розташованому в полі зору водія — прямо перед вітровим склом, відображається така важлива інформація, як актуальна швидкість автомобіля або підказки навігаційної системи.
У 2021 році Volkswagen оновив систему безпеки Passat. Седан отримав стандартний адаптивний круїз-контроль для допомоги в русі в заторах та на крутих спусках.

## Volkswagen Passat B9 (Typ3J; 2023—наш час)

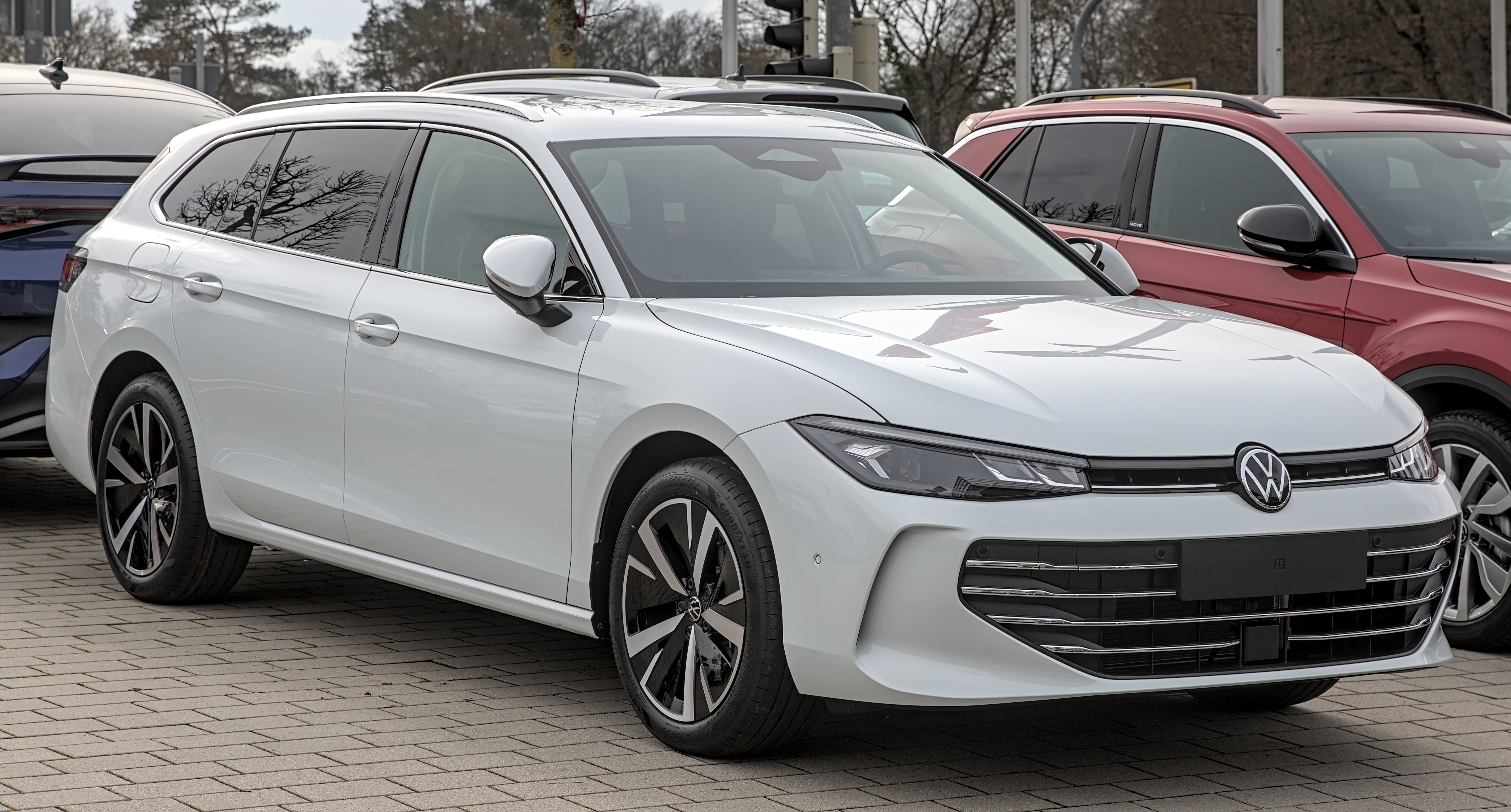
Volkswagen Passat Variant B9

Дев’яте покоління Passat доступне виключно у вигляді універсалу (Variant), представленого 31 серпня 2023 року на IAA в Мюнхені, з тим самим кузовом B9, що й Škoda Superb. У липні Volkswagen анонсував нові прототипи Passat, які повинні надійти в продаж на початку 2024 року з бензиновими, м’якими гібридами та дизельними двигунами, а також двома новими гібридами з електроприводом із запасом ходу до 100 кілометрів і новою цифровою кабіною.
В основі Passat як і раніше лежить модульна поперечна платформа. Виробництво було перенесено з заводу в Емдені до Братислави (Словаччина). Відтепер в Емдені збирають модель ID. 7 з електричним приводом. У порівнянні з попередньою моделлю базове обладнання було розширено, напр. про автоматичний кондиціонер і дистанційний круїз-контроль.
Седан Magotan від китайського спільного підприємства FAW-Volkswagen був представлений 25 квітня 2024 року на Пекінському автосалоні 2024, базуючись на тій самій платформі MQB Evo, що й B9 Passat Variant, що продається у глобальному світі.
Седан Passat Pro від китайського спільного підприємства SAIC Volkswagen також базується на тій самій платформі MQB Evo, що й B9 Passat Variant, і був випущений у вересні 2024 року. У порівнянні з Magotan, Passat Pro має іншу передню панель, яка запозичена у Passat Variant і коротша по довжині на 16 мм (1,6 см).

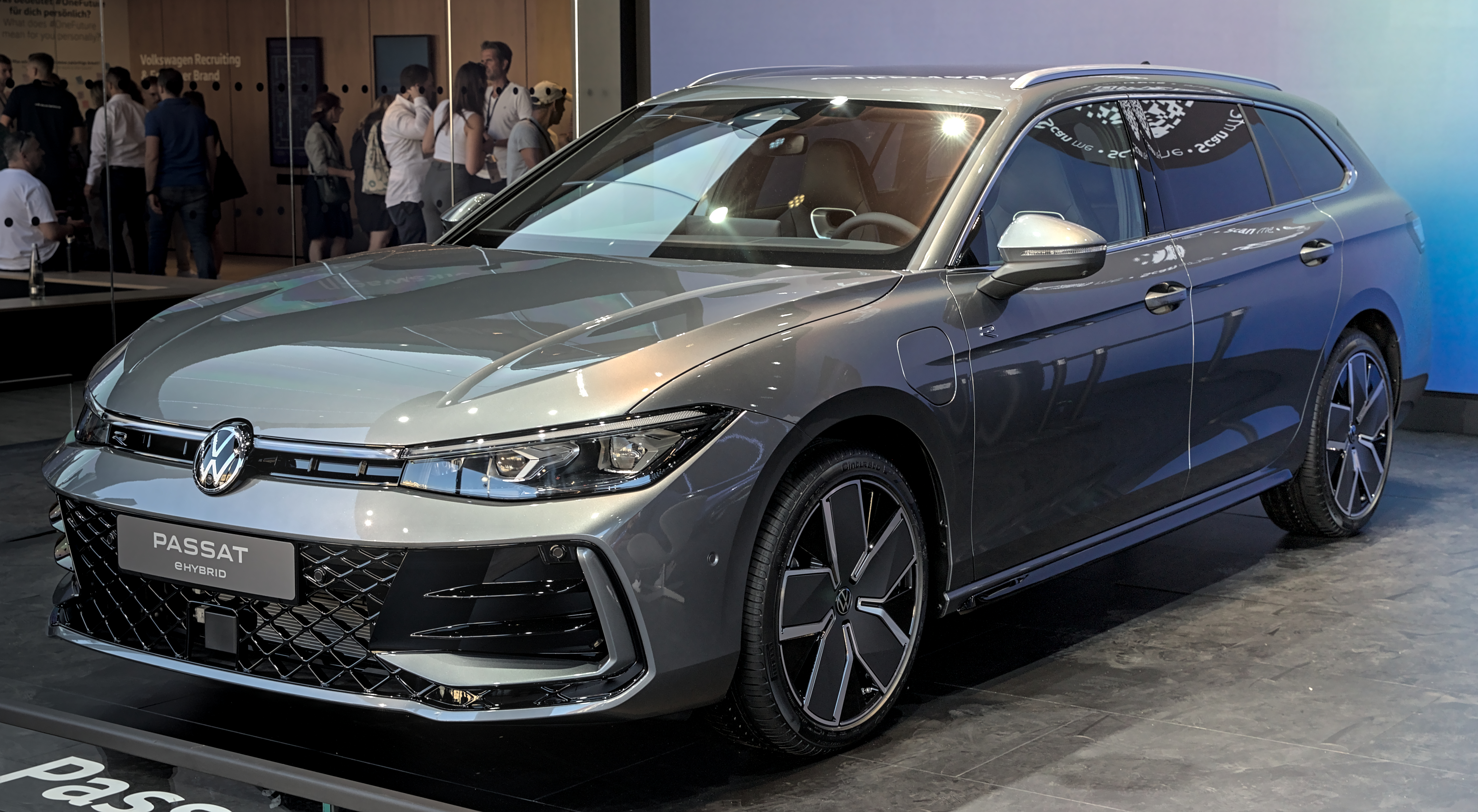
Volkswagen Passat Variant (B9)
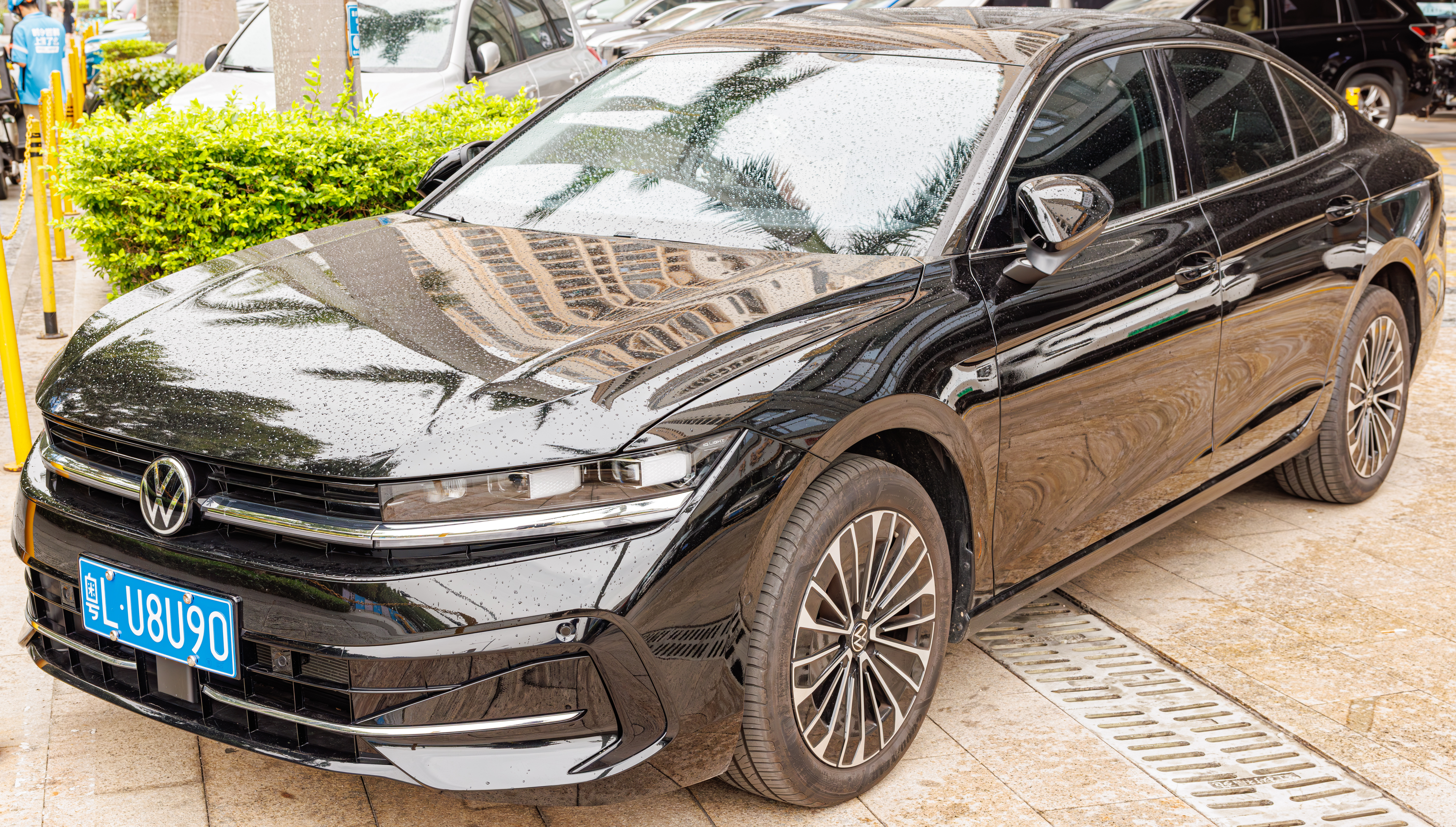
Volkswagen Magotan (B9)
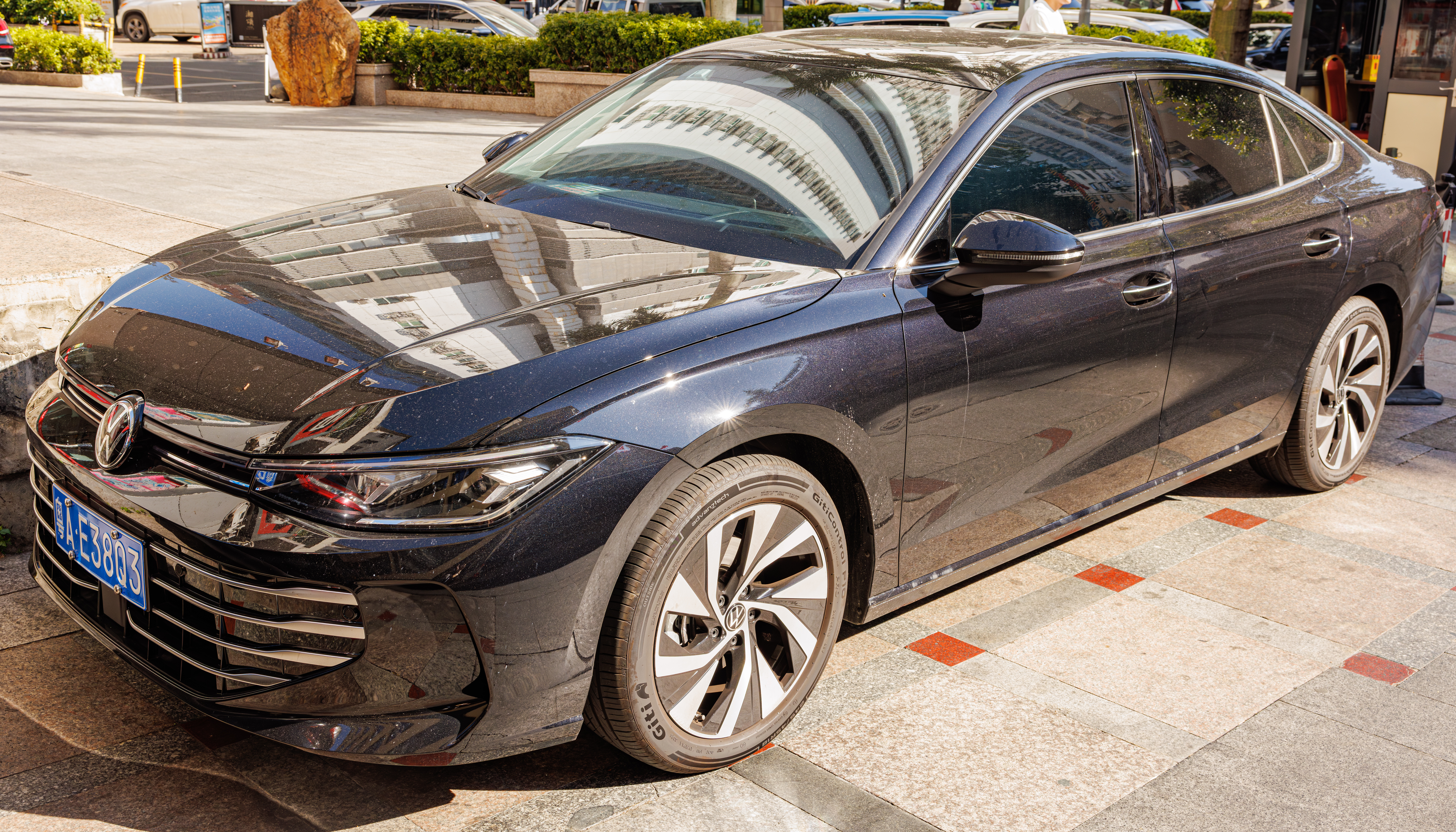
Volkswagen Passat Pro (B9)

### Двигуни
Бензинові:
- 1.5 L TSI I4 mild hybrid
- 2.0 L TSI I4

Plug-in hybrid:
- 1.5 L TSI I4 (Passat eHybrid)

Дизельний:
- 2.0 L TDI I4

## Volkswagen Passat CC

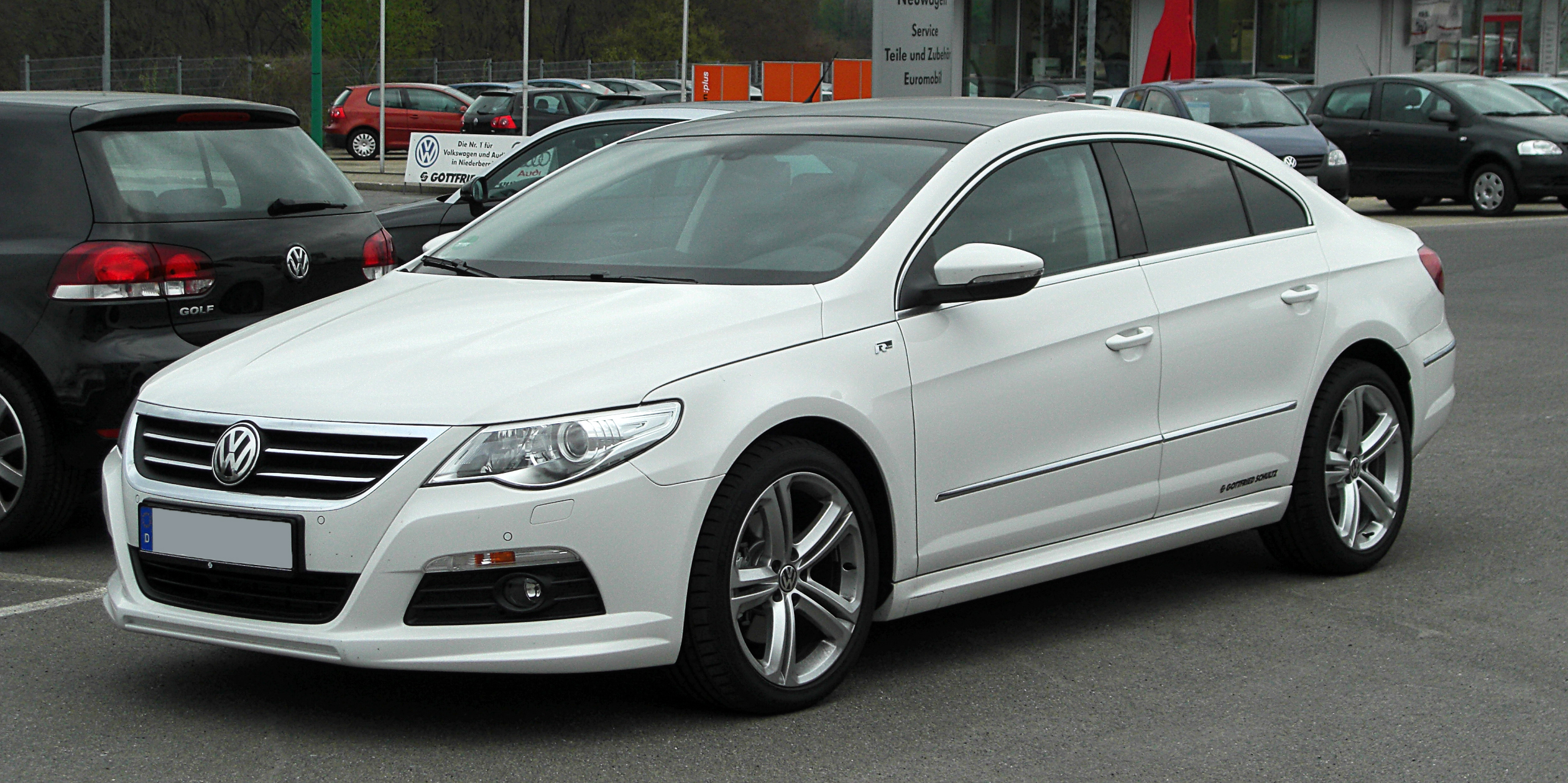
Volkswagen Passat CC

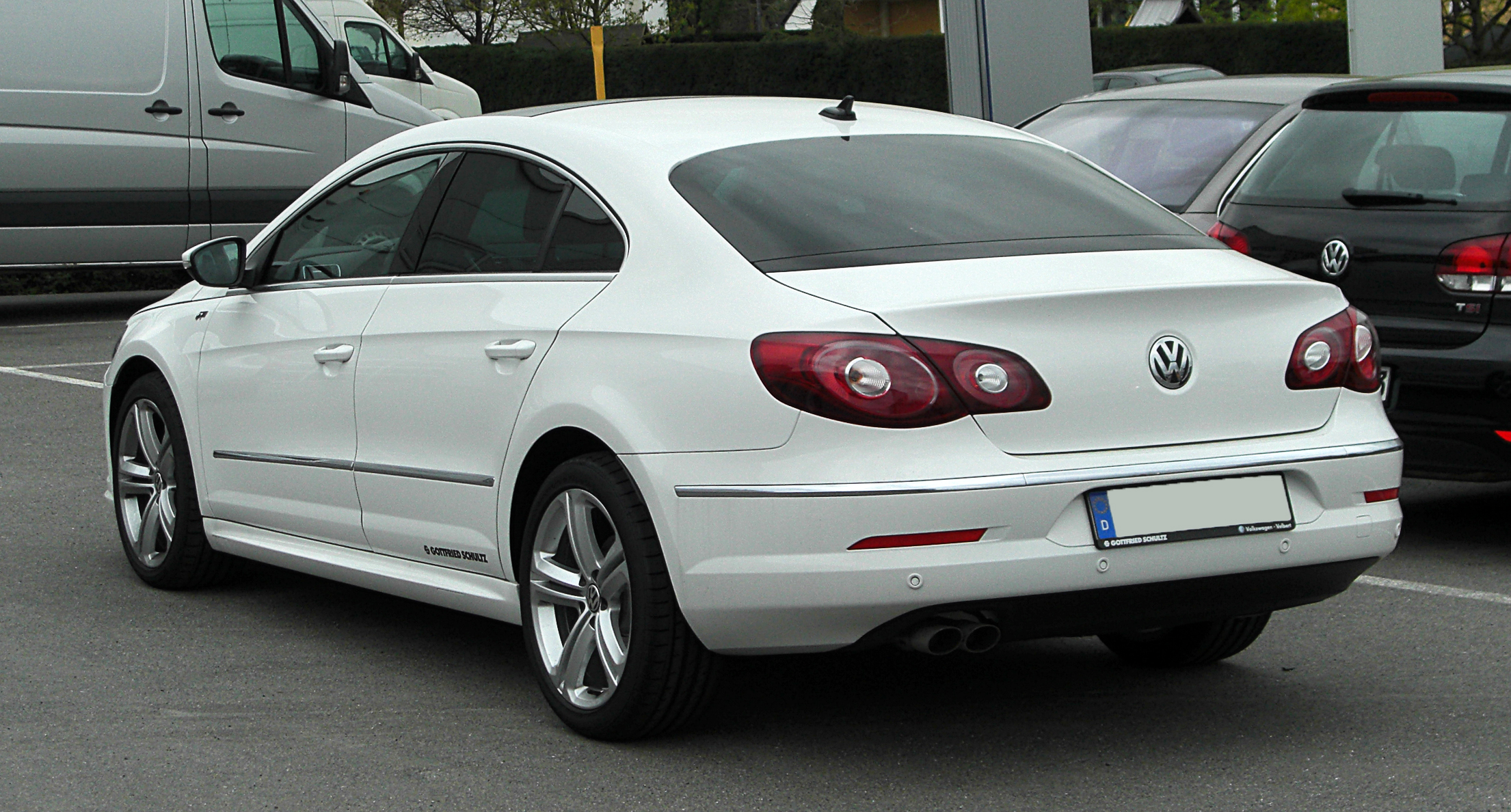
Volkswagen Passat CC

У 2008 році на Детройтському автосалоні представлено Volkswagen Passat CC. Passat CC створювався як конкурент Mercedes CLS, він більш стильний і розкішний, ніж раніше випущений Passat B6. У США ім'я Passat CC було змінено на CC. Двигуни, пропоновані в CC ідентичні звичайним Passat.
У 2012 році модель оновили, автомобіль на всіх ринках отримав назву Volkswagen CC.

## Ринок США та Китаю
До 2011 року на ринок США і Китаю поставлялися європейські моделі Пассат.

### Перше покоління (NMS) (2011—2019)

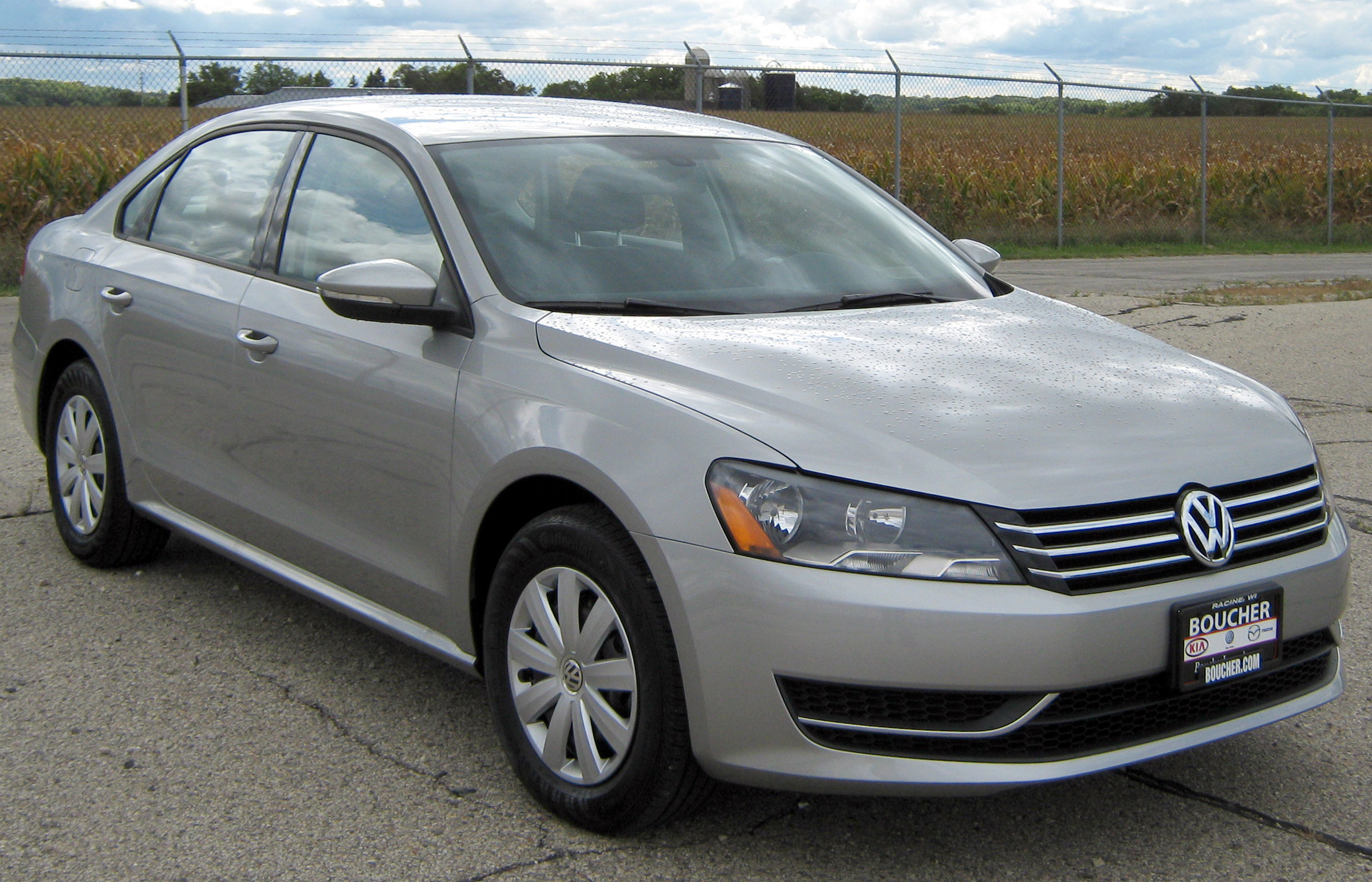
Volkswagen Passat (NMS) для ринку США

У 2011 році компанія Volkswagen розробила самостійну версію моделі Passat для ринків США, Південної Кореї і Китаю. Автомобіль Volkswagen Passat (NMS) повністю відрізняється від моделі Volkswagen Passat B7, яка продається по всьому світі. Китайська та американська версії збудована на платформі PQ46, але відрізняються зовнішнім виглядом, двигунами та оснащенням.
У 2012 році Volkswagen Passat NMS отримав титул «Автомобіль року» за версією журналу Motor Trend.
У березні 2012 року за результатами порівняльного тесту між Chevrolet Malibu Eco, Honda Accord EX-L, Hyundai Sonata SE, Kia Optima EX, Toyota Camry SE та Volkswagen Passat 2,5 SE, проведеного телепрограмою Car and Driver Volkswagen Passat NMS вийшов на перше місце.

### Друге покоління (NMS) (з 2018)

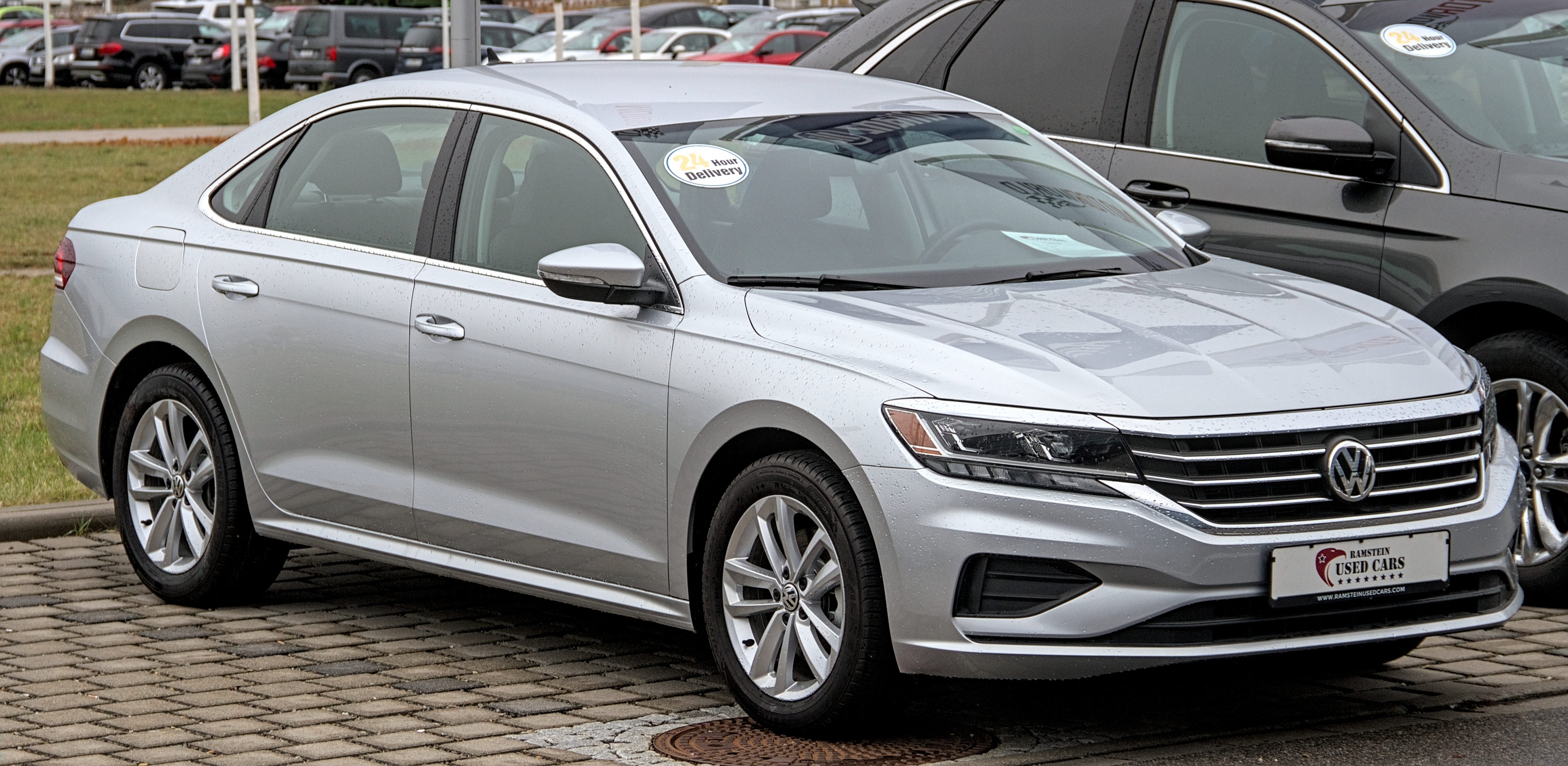
Volkswagen Passat NMS II (США)

В серпні 2018 року дебютувало друге покоління Volkswagen Passat для китайського ринку. Розробкою автомобіля займалась SAIC Volkswagen. Автомобіль збудовано на подовженій модульній платформі MQB. Крупнішим він став не тільки візуально, і за розмірами: так, його довжина виросла з 4,87 до 4,93 м, а колісна база збільшилася з 2,8 до 2,87 м.
Китайський седан отримав бензинові турбомотори 1,4 TSI (150 к. с.) і 2,0 TSI (186 або 220 к. с.) в комплекті з шестиступінчастою МКПП і семідіапазонний «роботом» DSG.
В січні 2019 року на автосалоні в Детройті представили друге покоління Volkswagen Passat для американського ринку. Автомобіль збудовано на модернізованій платформі PQ46. Двигун лише один 2,0 TSI на 176 к. с. На стартовій версії Limited крутний момент буде 250 Нм, оскільки там буде стара версія двигуна, а на інших чотирьох комплектаціях він піднятий до 281 Нм за рахунок нової програми управління. Тяга йде на передні колеса через шестиступінчастий автомат Tiptronic, який отримав новий гідротрансформатор. Він і дозволив збільшити момент мотора.

## Виноски
1. ↑  С конвейера в Германии сошёл 15-миллионный Passat. Архів оригіналу за 4 березня 2010. Процитовано 25 травня 2010.
2. ↑  Как мы тестировали Volkswagen Passat 2021 года. Automoto.ua. AutoMoto.ua (рос.). Архів оригіналу за 15 квітня 2021. Процитовано 15 квітня 2021.
3. ↑  Padeanu, Adrian (30 серпня 2023). 2024 Volkswagen Passat Debuts As Bigger Wagon With Up To 268 HP. Motor1.com (англ.). Процитовано 3 серпня 2024.
4. ↑  Jha, Aditya Nath (25 квітня 2024). Revamped Volkswagen Magotan B9 Debuts with Advanced Features and New Design Aesthetics. Inspire2Rise (амер.). Процитовано 3 серпня 2024.
5. ↑  Pappas, Thanos (30 серпня 2024). VW Passat Pro Is A Longer, Luxurious Sedan For China. CarScoops.
6. ↑  2013 Chevrolet Malibu Eco порівнянні з 2012 Honda Accord EX-L, 2012 Hyundai Sonata SE, 2012 Kia Optima EX 2012 Toyota Camry SE, 2012 Volkswagen Passat 2.5 SE. Архів оригіналу за 18 жовтня 2012. Процитовано 23 жовтня 2012.